# Politique en Savoie
Pour un article plus général, voir Savoie.
À l'instar de sa voisine haut-savoyarde, le département de la Savoie penche traditionnellement à droite, même si cette affirmation peut être nuancée à la vue des résultats électoraux de la gauche et principalement du Parti socialiste au cours des quarante dernières années. Chambéry et Cognin en sont des exemples.
En 2017, l'élection d'Emmanuel Macron à la présidence de la République conduit à un bouleversement du paysage politique. Dans le département, ce changement se traduit par la victoire de la nouvelle majorité présidentielle dans les 1re et 4e circonscriptions.
À l'heure actuelle, la droite détient deux sièges de députés sur quatre, les deux sièges de sénateurs et une large majorité au conseil départemental.

## Représentation politique et administrative

### Préfets et arrondissements

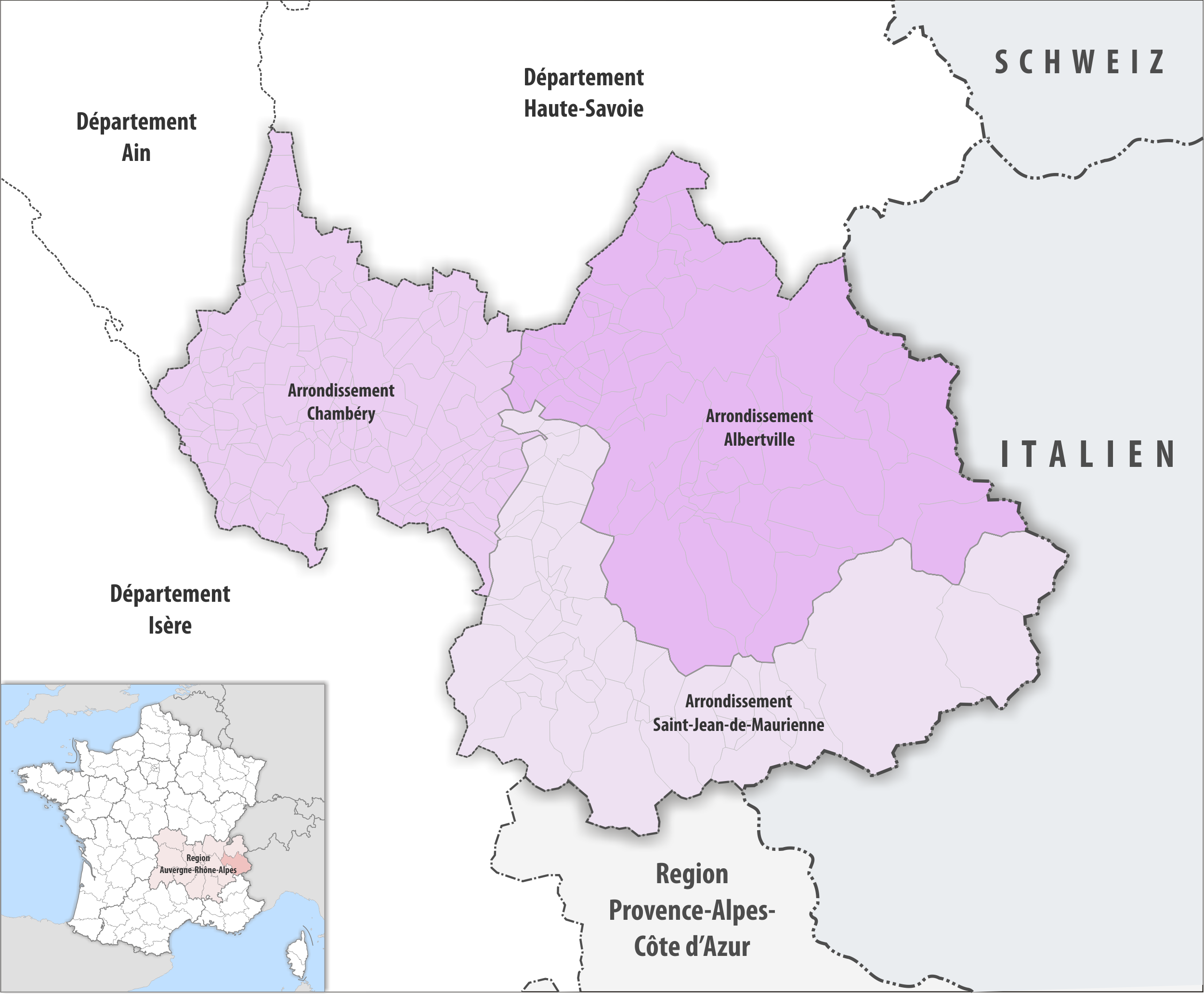
Carte des arrondissements de la Savoie en 2019.

Le département de la Savoie est découpé en trois arrondissements regroupant les cantons suivants :
- Arrondissement d'Albertville : 
Albertville-1, Albertville-2, Bourg-Saint-Maurice, Moûtiers, Ugine.
- Arrondissement de Chambéry : 
Aix-les-Bains-1, Aix-les-Bains-2, Bugey savoyard, Chambéry-1, Chambéry-2, Chambéry-3, Montmélian, La Motte-Servolex, Pont-de-Beauvoisin, La Ravoire, Saint-Alban-Leysse, Saint-Pierre-d'Albigny (fraction).
- Arrondissement de Saint-Jean-de-Maurienne : 
Modane, Saint-Jean-de-Maurienne, Saint-Pierre-d'Albigny (fraction).

|              | Identité        | Circonscription administrative  | Anciennes fonctions                              |
| ------------ | --------------- | ------------------------------- | ------------------------------------------------ |
| Préfet       | François Ravier | Savoie                          | Préfet de la Haute-Corse                         |
| Sous-préfets | Bruno Charlot   | Arr. d'Albertville              | Sous-préfet de Forbach-Boulay-Moselle            |
| Sous-préfets | Laurence Tur    | Arr. de Chambéry                | Administratrice civile                           |
| Sous-préfets | Karima Hunault  | Arr. de Saint-Jean-de-Maurienne | Magistrate au tribunal administratif de Grenoble |

### Députés européens
Marie Dauchy, conseillère municipale de Saint-Jean-de-Maurienne et députée européenne Rassemblement national depuis juillet 2022, en remplacement de Hélène Laporte devenue députée, est reconduite dans ses fonctions.
| Nom | Nom          | Parti | Liste                                                     | Groupe                      |
| --- | ------------ | ----- | --------------------------------------------------------- | --------------------------- |
|     | Marie Dauchy | RN    | La France revient ! Avec Jordan Bardella et Marine Le Pen | Identité et démocratie (ID) |

### Députés et circonscriptions législatives
Depuis le nouveau découpage électoral et le redécoupage cantonal de 2014, le département comprend quatre circonscriptions regroupant les cantons suivants :
- 1re circonscription : Aix-les-Bains-1, Aix-les-Bains-2, Bugey savoyard, La Motte-Servolex, Le Pont-de-Beauvoisin (fraction)
- 2e circonscription : Albertville-1, Albertville-2 (fraction), Bourg-Saint-Maurice, Moûtiers, Ugine
- 3e circonscription : Modane, Montmélian, La Ravoire, Saint-Jean-de-Maurienne, Saint-Pierre-d'Albigny (fraction)
- 4e circonscription : Albertville-2 (fraction), Chambéry-1, Chambéry-2, Chambéry-3, Le Pont-de-Beauvoisin (fraction), Saint-Alban-Leysse, Saint-Pierre-d'Albigny (fraction)

Députés de la Savoie en 2024.

| Circ. | Nom                    |  | Parti | Groupe              | Suppléant           |
| ----- | ---------------------- |  | ----- | ------------------- | ------------------- |
| 1re   | Marina Ferrari         |  | MoDem | Les Démocrates      | Didier Padey        |
| 1re   | Didier Padey           |  | DVC   | Les Démocrates      | –                   |
| 1re   | Marina Ferrari         |  | MoDem | Les Démocrates      | Didier Padey        |
| 2e    | Vincent Rolland        |  | LR    | Droite républicaine | Cécile Utille-Grand |
| 3e    | Émilie Bonnivard       |  | LR    | Droite républicaine | Valentin Hachet     |
| 4e    | Jean-François Coulomme |  | LFI   | La France insoumise | Nassera Cheriguène  |

### Sénateurs
Lors des élections sénatoriales de 2020, deux sénateurs ont été élus dans le département :
|  | Identité        | Étiquette | Groupe     | Autres mandats (passés ou actuels)                                                               |
|  | --------------- | --------- | ---------- | ------------------------------------------------------------------------------------------------ |
|  | Martine Berthet | LR        | REP        | Maire d'Albertville (2014 → 2017) Conseillère départementale du canton d'Albertville-1 (2015 → ) |
|  | Cédric Vial     | DVD       | REP (app.) | Maire des Échelles (2008 → 2020) Conseiller régional d'Auvergne-Rhône-Alpes (2018 → )            |

### Conseillers régionaux
Le conseil régional d'Auvergne-Rhône-Alpes compte 204 membres élus pour six ans dont 11 représentant la Savoie. Dans le détail, la liste d'union de la droite a obtenu 7 sièges, l'union de la gauche, 3 et le Rassemblement national, 1.
| Nom                         |  | Parti | N° | Liste                  | Groupe                                                        |
| --------------------------- |  | ----- | -- | ---------------------- | ------------------------------------------------------------- |
| Émilie Bonnivard            |  | LR    | 01 | Union de la droite     | Les Républicains, divers droite, société civile et apparentés |
| Fabrice Pannekoucke         |  | LR    | 02 | Union de la droite     | Les Républicains, divers droite, société civile et apparentés |
| Marie-Pierre Montoro-Sadoux |  | UDI   | 03 | Union de la droite     | UDI, centristes et apparentés                                 |
| Cédric Vial                 |  | DVD   | 04 | Union de la droite     | Les Républicains, divers droite, société civile et apparentés |
| Alexandra Turnar            |  | LR    | 05 | Union de la droite     | Les Républicains, divers droite, société civile et apparentés |
| Éric Sandraz                |  | LR    | 06 | Union de la droite     | Les Républicains, divers droite, société civile et apparentés |
| Séverine Vibert             |  | LR    | 07 | Union de la droite     | Les Républicains, divers droite, société civile et apparentés |
| Jean-Pierre Béguin          |  | G·s   | 01 | Union de la gauche     | Les Écologistes                                               |
| Claudie Ternoy-Léger        |  | LÉ    | 02 | Union de la gauche     | Les Écologistes                                               |
| François Chemin             |  | PS    | 03 | Union de la gauche     | Socialiste, écologiste et démocrate                           |
| Marie Dauchy                |  | RN    | 01 | Rassemblement national | Rassemblement national                                        |
| Rémi Garnier                |  | RN    | 02 | Rassemblement national | Rassemblement national                                        |

### Conseillers départementaux
Depuis le redécoupage cantonal de 2014, le nombre de cantons est passé de 37 à 19 avec un binôme paritaire élu dans chacun d'entre eux, soit 38 conseillers départementaux. 
À l'issue des élections départementales de 2015, la majorité sortante de droite est reconduite et renforcée. Hervé Gaymard (LR), à la tête du conseil général depuis 2008, est élu à la présidence du conseil départemental en obtenant 30 voix sur 38, les élus de gauche ayant voté blanc.
Lors du scrutin de 2021, la majorité départementale confirme sa domination (même si l'opposition de gauche remporte deux sièges supplémentaires) et Hervé Gaymard est reconduit dans ses fonctions le 1er juillet 2021 par 28 voix sur 38. On dénombre par ailleurs 8 votes blancs et 2 bulletins nuls,.
| Canton                  | Conseillers               | Partis | Partis | Groupes                     |
| ----------------------- | ------------------------- | ------ | ------ | --------------------------- |
| Aix-les-Bains-1         | Florian Maitre            |        | DVD    | La Savoie nous unit         |
| Aix-les-Bains-1         | Nathalie Schmitt          |        | DVD    | La Savoie nous unit         |
| Aix-les-Bains-2         | Renaud Beretti            |        | LR     | La Savoie nous unit         |
| Aix-les-Bains-2         | Karine Dubouchet-Revol    |        | DVD    | La Savoie nous unit         |
| Albertville-1           | Martine Berthet           |        | LR     | La Savoie nous unit         |
| Albertville-1           | Hervé Gaymard             |        | LR     | La Savoie nous unit         |
| Albertville-2           | Dominique Ruaz            |        | PS     | Savoie en commun            |
| Albertville-2           | André Vairetto            |        | PS     | Savoie en commun            |
| Bourg-Saint-Maurice     | Auguste Picollet          |        | LR     | La Savoie nous unit         |
| Bourg-Saint-Maurice     | Cécile Utille-Grand       |        | LR     | La Savoie nous unit         |
| Bugey savoyard          | Marie-Claire Barbier      |        | DVD    | La Savoie nous unit         |
| Bugey savoyard          | François Moiroud          |        | DVD    | La Savoie nous unit         |
| Chambéry-1              | Claudine Bonilla          |        | PS     | Savoie en commun            |
| Chambéry-1              | Gaëtan Pauchet            |        | PS     | Savoie en commun            |
| Chambéry-2              | Brigitte Bochaton         |        | UDI    | La Savoie nous unit         |
| Chambéry-2              | Aloïs Chassot             |        | DVD    | La Savoie nous unit         |
| Chambéry-3              | Christelle Favetta-Sieyes |        | Agir   | La Savoie avec et pour vous |
| Chambéry-3              | Franck Morat              |        | DVG    | La Savoie avec et pour vous |
| Modane                  | Nathalie Furbeyre         |        | DVD    | La Savoie nous unit         |
| Modane                  | Christian Grange          |        | DVD    | La Savoie nous unit         |
| Montmélian              | Jean-François Duc         |        | PS     | Savoie en commun            |
| Montmélian              | Béatrice Santais          |        | PS     | Savoie en commun            |
| La Motte-Servolex       | Luc Berthoud              |        | LR     | La Savoie nous unit         |
| La Motte-Servolex       | Nathalie Fontaine         |        | LR     | La Savoie nous unit         |
| Moûtiers                | Fabienne Blanc-Tailleur   |        | DVD    | La Savoie nous unit         |
| Moûtiers                | Vincent Rolland           |        | LR     | La Savoie nous unit         |
| Le Pont-de-Beauvoisin   | Gilbert Guigue            |        | DVD    | La Savoie nous unit         |
| Le Pont-de-Beauvoisin   | Corine Wolff              |        | DVD    | La Savoie nous unit         |
| La Ravoire              | Alexandre Gennaro         |        | DVC    | La Savoie nous unit         |
| La Ravoire              | Josette Rémy              |        | DVC    | La Savoie nous unit         |
| Saint-Alban-Leysse      | Catherine Chappuis        |        | PS     | Savoie en commun            |
| Saint-Alban-Leysse      | Albert Darvey             |        | DVG    | Savoie en commun            |
| Saint-Jean-de-Maurienne | Patrick Provost           |        | DVD    | La Savoie nous unit         |
| Saint-Jean-de-Maurienne | Sophie Verney             |        | DVD    | La Savoie nous unit         |
| Saint-Pierre-d'Albigny  | Christiane Brunet         |        | DVD    | La Savoie nous unit         |
| Saint-Pierre-d'Albigny  | Olivier Thévenet          |        | DVD    | La Savoie nous unit         |
| Ugine                   | Annick Cressens           |        | MoDem  | La Savoie nous unit         |
| Ugine                   | Franck Lombard            |        | DVD    | La Savoie nous unit         |

Le 1er juillet 2021, lors de la session d'installation du conseil départemental, six vice-présidents et cinq vice-présidentes ainsi que sept conseillers départementaux délégués ont été désignés.
|     | Identité             | Attributions                                                                |
| --- | -------------------- | --------------------------------------------------------------------------- |
| 1er | Franck Lombard       | Tourisme, attractivité et stratégie territoriale                            |
| 2e  | Christiane Brunet    | Enfance, jeunesse, famille et relations internationales                     |
| 3e  | Renaud Beretti       | Finances, culture et patrimoine                                             |
| 4e  | Corine Wolff         | Personnes âgées et handicapées, solidarité générationnelle                  |
| 5e  | Auguste Picollet     | Infrastructures, mobilités et déplacements                                  |
| 6e  | Marie-Claire Barbier | Développement durable, enseignement supérieur, recherche, énergie et climat |
| 7e  | Christian Grange     | Sports                                                                      |
| 8e  | Nathalie Fontaine    | Ressources humaines et moyens généraux                                      |
| 9e  | Luc Berthoud         | Habitat, cohésion sociale et insertion                                      |
| 10e | Nathalie Schmitt     | Jeunesse et collèges                                                        |
| 11e | Gilbert Guigue       | Agriculture, alimentation, forêt et eau                                     |

| Identité               | Attributions                                          |
| ---------------------- | ----------------------------------------------------- |
| Annick Cressens        | Infrastructures numériques                            |
| Sophie Verney          | Politique massifs                                     |
| François Moiroud       | Aéroport Chambéry - Savoie-Mont-Blanc                 |
| Aloïs Chassot          | Stratégie numérique, communication et représentations |
| Florian Maitre         | Mobilités du quotidien                                |
| Josette Rémy           | Logement                                              |
| Karine Dubouchet-Revol | Vie associative                                       |

Le conseil départemental de la Savoie compte trois groupes politiques : celui de la majorité de droite et du centre, « La Savoie nous unit », celui de l'opposition de gauche, « Savoie en commun », et le groupe « La Savoie avec et pour vous » qui réunit les deux élus du canton de Chambéry-3.
| Groupe                      | Sigle | Président      | Statut     | Effectif |
| --------------------------- | ----- | -------------- | ---------- | -------- |
| La Savoie nous unit         | SNU   | Florian Maitre | majorité   | 28       |
| Savoie en commun            | SEC   | Gaëtan Pauchet | opposition | 8        |
| La Savoie avec et pour vous | SAPV  | —              | opposition | 2        |

Enfin, 15 conseillers départementaux siègent au sein du Conseil Savoie Mont Blanc, établissement public qui regroupe les deux départements savoyards. En vertu de la présidence tournante, le président du conseil départemental en est le dirigeant depuis 2021 (et jusqu'en 2024). À l'heure actuelle, les conseillers départementaux savoyards membres du conseil d'administration sont les suivants :
- Marie-Claire Barbier
- Renaud Beretti (membre du bureau)
- Martine Berthet (vice-présidente)
- Annick Cressens
- Albert Darvey (membre du bureau)
- Jean-François Duc
- Nathalie Furbeyre
- Hervé Gaymard (président)
- Alexandre Gennaro
- Christian Grange
- Gilbert Guigue (membre du bureau)
- François Moiroud
- Auguste Picollet
- Vincent Rolland
- André Vairetto

### Présidents d'intercommunalités

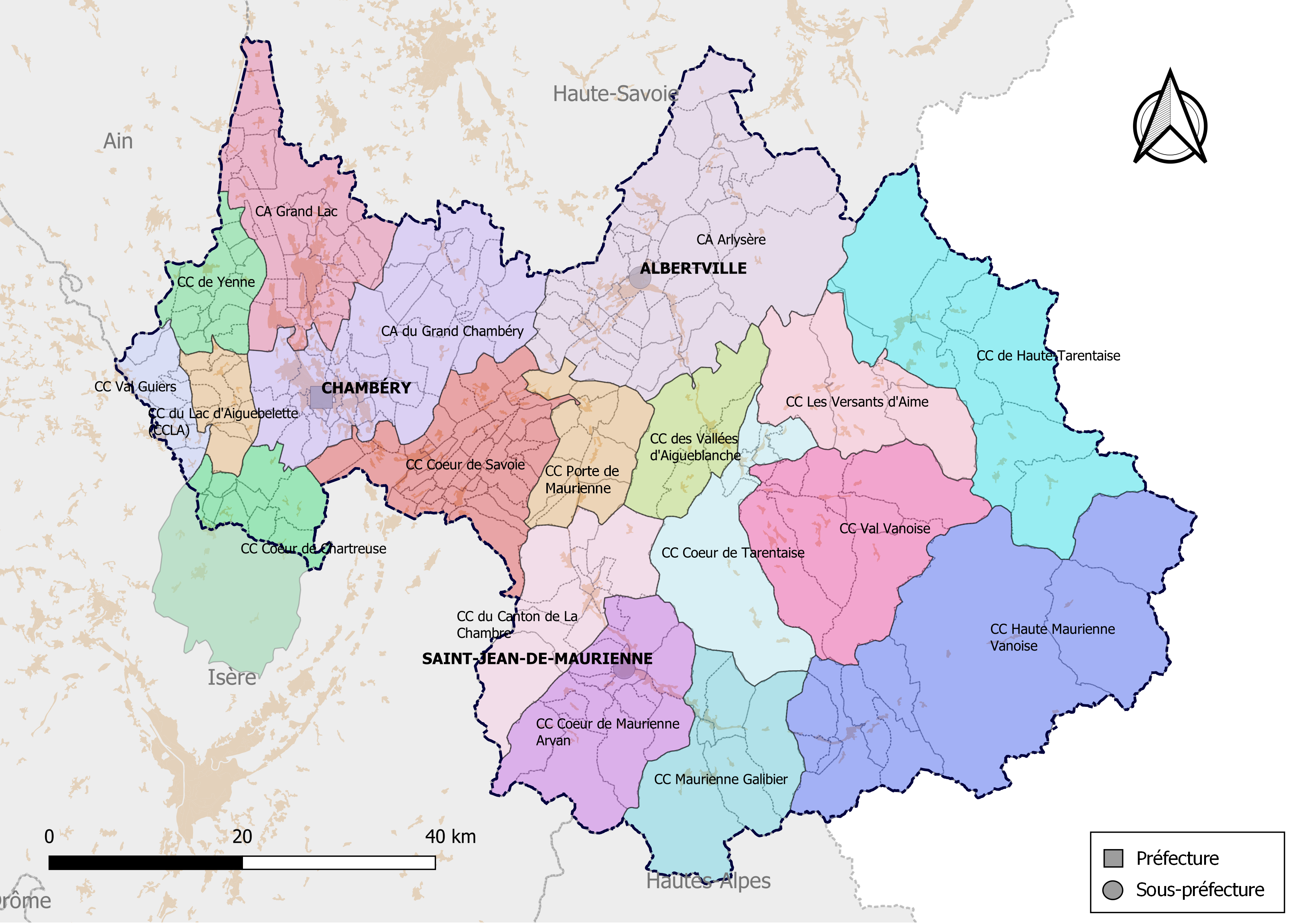
Carte des intercommunalités de la Savoie au 1er janvier 2019.

|    | Intercommunalité        | Président           | Parti | Parti | Élection |
| -- | ----------------------- | ------------------- | ----- | ----- | -------- |
| CA | Arlysère                | Franck Lombard      |       | DVD   | 2017     |
| CC | Canton de La Chambre    | Bernard Chêne       |       | SE    | 2018     |
| CC | Cœur de Chartreuse      | Anne Lenfant        |       | SE    | 2020     |
| CC | Cœur de Maurienne Arvan | Jean-Paul Margueron |       | SE    | 2017     |
| CC | Cœur de Savoie          | Béatrice Santais    |       | PS    | 2014     |
| CC | Cœur de Tarentaise      | Fabrice Pannekoucke |       | LR    | 2009     |
| CA | Grand Chambéry          | Thierry Repentin    |       | DVG   | 2023     |
| CA | Grand Lac               | Renaud Beretti      |       | LR    | 2020     |
| CC | Haute Maurienne Vanoise | Christian Simon     |       | DVG   | 2017     |
| CC | Haute-Tarentaise        | Yannick Amet        |       | SE    | 2020     |
| CC | Lac d'Aiguebelette      | Pascal Zucchero     |       | SE    | 2024     |
| CC | Maurienne-Galibier      | Gaëtan Mancuso      |       | DVD   | 2020     |
| CC | Porte de Maurienne      | Hervé Genon         |       | DVG   | 2008     |
| CC | Val Guiers              | Paul Régallet       |       | SE    | 2020     |
| CC | Val Vanoise             | Thierry Monin       |       | SE    | 2014     |
| CC | Vallées d'Aigueblanche  | André Pointet       |       | LR    | ?        |
| CC | Les Versants d'Aime     | Lucien Spigarelli   |       | SE    | 2016     |
| CC | Yenne                   | Guy Dumollard       |       | SE    | 2000     |

Par ailleurs, dix communes font partie de la communauté de communes Cœur de Chartreuse, dont le siège est situé dans l'Isère à Entre-Deux-Guiers.
Le département de la Savoie est aussi divisé en sept territoires de contractualisation :
- Arlysère
- Avant-pays savoyard
- Cœur de Savoie
- Grand Chambéry
- Grand Lac
- Maurienne
- Tarentaise Vanoise

### Maires
| Commune                 | Maire                      |  | Parti  | Élection | Population |
| ----------------------- | -------------------------- |  | ------ | -------- | ---------- |
| Aix-les-Bains           | Renaud Beretti             |  | LR     | 2018     | 32 175     |
| Albertville             | Frédéric Burnier-Framboret |  | DVD    | 2017     | 19 706     |
| Barberaz                | Arthur Boix-Neveu          |  | G.s    | 2020     | 5 246      |
| Bassens                 | Alain Thieffenat           |  | DVD    | 2014     | 5 118      |
| Bourg-Saint-Maurice     | Guillaume Desrues          |  | DVG    | 2020     | 7 228      |
| Le Bourget-du-Lac       | Nicolas Mercat             |  | DVG    | 2020     | 5 077      |
| Challes-les-Eaux        | Josette Rémy               |  | DVD    | 2018     | 5 626      |
| Chambéry                | Thierry Repentin           |  | DVG    | 2020     | 60 251     |
| Cognin                  | Franck Morat               |  | PS     | 2020     | 6 729      |
| Entrelacs               | Jean-François Braissand    |  | DVD    | 2020     | 6 465      |
| La Motte-Servolex       | Luc Berthoud               |  | LR     | 2008     | 12 167     |
| La Ravoire              | Alexandre Gennaro          |  | DVC    | 2020     | 9 154      |
| Saint-Alban-Leysse      | Michel Dyen                |  | DVD    | 2008     | 6 589      |
| Saint-Jean-de-Maurienne | Philippe Rollet            |  | SE-DVG | 2020     | 7 524      |
| Ugine                   | Franck Lombard             |  | DVD    | 1995     | 7 162      |

Carte des 273 communes de la Savoie au 1er janvier 2019.

Plusieurs communes ont vu un changement de premier édile en cours de mandat :
Entre 2014 et 2020, le nombre de communes savoyardes est passé de 318 à 273, à la suite de la création de seize communes nouvelles qui regroupent 45 communes déléguées. La plupart d'entre elles élit un maire délégué.
|      | Commune nouvelle         | Communes déléguées                                                                 |
| ---- | ------------------------ | ---------------------------------------------------------------------------------- |
| 2015 | Saint-Offenge            | Saint-Offenge-Dessous - Saint-Offenge-Dessus                                       |
| 2016 | Aime-la-Plagne           | Aime - Granier - Montgirod                                                         |
| 2016 | Les Belleville           | Saint-Martin-de-Belleville - Villarlurin                                           |
| 2016 | Entrelacs                | Albens - Cessens - Épersy - Mognard - Saint-Germain-la-Chambotte - Saint-Girod     |
| 2016 | La Plagne Tarentaise     | Bellentre - La Côte-d'Aime - Mâcot-la-Plagne - Valezan                             |
| 2016 | Salins-Fontaine          | Fontaine-le-Puits - Salins-les-Thermes                                             |
| 2017 | Courchevel               | La Perrière - Saint-Bon-Tarentaise                                                 |
| 2017 | Saint François Longchamp | Montaimont - Montgellafrey - Saint-François-Longchamp                              |
| 2017 | Val-Cenis                | Bramans - Lanslebourg-Mont-Cenis - Lanslevillard - Sollières-Sardières - Termignon |
| 2019 | Les Belleville           | Les Belleville - Saint-Jean-de-Belleville                                          |
| 2019 | Grand-Aigueblanche       | Aigueblanche - Le Bois - Saint-Oyen                                                |
| 2019 | La Léchère               | Bonneval - Feissons-sur-Isère - La Léchère                                         |
| 2019 | Porte-de-Savoie          | Francin - Les Marches                                                              |
| 2019 | Saint-Genix-les-Villages | Gresin - Saint-Genix-sur-Guiers - Saint-Maurice-de-Rotherens                       |
| 2019 | La Tour-en-Maurienne     | Le Châtel - Hermillon - Pontamafrey-Montpascal                                     |
| 2019 | Val-d'Arc                | Aiguebelle - Randens                                                               |
| 2019 | Valgelon-La Rochette     | Étable - La Rochette                                                               |

## Résultats électoraux

### Élections présidentielles
- Élection présidentielle de 2022 :

|                          |                                               | Premier tour 10 avril 2022 | Premier tour 10 avril 2022       | Second tour 24 avril 2022 | Second tour 24 avril 2022        |
|                          |                                               | Nombre                     | % des inscrits                   | Nombre                    | % des inscrits                   |
| Inscrits                 | Inscrits                                      | -                          | 100,00                           | -                         | 100,00                           |
| Abstentions              | Abstentions                                   | -                          | -                                | -                         | -                                |
| Votants                  | Votants                                       | -                          | -                                | -                         | -                                |
|                          |                                               |                            | % des votants                    |                           | % des votants                    |
| Bulletins blancs         | Bulletins blancs                              | -                          | -                                | -                         | -                                |
| Bulletins nuls           | Bulletins nuls                                | -                          | -                                | -                         | -                                |
| Suffrages exprimés       | Suffrages exprimés                            | -                          | -                                | -                         | -                                |
|                          |                                               |                            |                                  |                           |                                  |
| Candidat Parti politique | Candidat Parti politique                      | Voix                       | % des exprimés Différence France | Voix                      | % des exprimés Différence France |
|                          | Nathalie Arthaud Lutte ouvrière               | -                          | -                                |                           |                                  |
|                          | Fabien Roussel Parti communiste français      | -                          | -                                |                           |                                  |
|                          | Emmanuel Macron La République en marche       | -                          | -                                |                           |                                  |
|                          | Jean Lassalle Résistons                       | -                          | -                                |                           |                                  |
|                          | Marine Le Pen Rassemblement national          | -                          | -                                |                           |                                  |
|                          | Éric Zemmour Reconquête                       | -                          | -                                |                           |                                  |
|                          | Jean-Luc Mélenchon La France insoumise        | -                          | -                                |                           |                                  |
|                          | Anne Hidalgo Parti socialiste                 | -                          | -                                |                           |                                  |
|                          | Yannick Jadot Europe Écologie Les Verts       | -                          | -                                |                           |                                  |
|                          | Valérie Pécresse Les Républicains             | -                          | -                                |                           |                                  |
|                          | Philippe Poutou Nouveau Parti anticapitaliste | -                          | -                                |                           |                                  |
|                          | Nicolas Dupont-Aignan Debout la France        | -                          | -                                |                           |                                  |
| Source :                 |                                               |                            |                                  |                           |                                  |

- Élection présidentielle de 2017 :

|                                            |                                                  | Premier tour 23 avril 2017 | Premier tour 23 avril 2017 | Second tour 7 mai 2017 | Second tour 7 mai 2017 |
|                                            |                                                  | Nombre                     | % des inscrits             | Nombre                 | % des inscrits         |
| Inscrits                                   | Inscrits                                         | 310 237                    | 100,00                     | 310 179                | 100,00                 |
| Abstentions                                | Abstentions                                      | 62 746                     | 20,23                      | 72 291                 | 23,31                  |
| Votants                                    | Votants                                          | 247 491                    | 79,77                      | 237 888                | 76,69                  |
|                                            |                                                  |                            | % des votants              |                        | % des votants          |
| Bulletins blancs                           | Bulletins blancs                                 | 4 253                      | 1,37                       | 22 324                 | 7,20                   |
| Bulletins nuls                             | Bulletins nuls                                   | 1 679                      | 0,54                       | 6 848                  | 2,21                   |
| Suffrages exprimés                         | Suffrages exprimés                               | 241 559                    | 77,86                      | 208 716                | 67,29                  |
|                                            |                                                  |                            |                            |                        |                        |
| Candidat Parti politique                   | Candidat Parti politique                         | Voix                       | % des exprimés             | Voix                   | % des exprimés         |
|                                            | Emmanuel Macron En marche !                      | 55 871                     | 23,13                      | 135 118                | 64,74                  |
|                                            | Marine Le Pen Front national                     | 52 448                     | 21,71                      | 73 598                 | 35,26                  |
|                                            | François Fillon Les Républicains                 | 50 815                     | 21,04                      |                        |                        |
|                                            | Jean-Luc Mélenchon La France insoumise           | 45 013                     | 18,63                      |                        |                        |
|                                            | Benoît Hamon Parti socialiste                    | 13 752                     | 5,69                       |                        |                        |
|                                            | Nicolas Dupont-Aignan Debout la France           | 13 673                     | 5,66                       |                        |                        |
|                                            | Jean Lassalle Résistons                          | 3 152                      | 1,30                       |                        |                        |
|                                            | François Asselineau Union populaire républicaine | 2 608                      | 1,08                       |                        |                        |
|                                            | Philippe Poutou Nouveau Parti anticapitaliste    | 2 578                      | 1,07                       |                        |                        |
|                                            | Nathalie Arthaud Lutte ouvrière                  | 1 219                      | 0,50                       |                        |                        |
|                                            | Jacques Cheminade Solidarité et progrès          | 430                        | 0,18                       |                        |                        |
| Source : Ministère de l'Intérieur - Savoie |                                                  |                            |                            |                        |                        |

- Élection présidentielle de 2012 :

|                                            | Eva Joly Europe Écologie Les Verts                | 8 313   | 3,42   |         |        |
|                                            | Marine Le Pen Front national                      | 45 993  | 18,92  |         |        |
|                                            | Nicolas Sarkozy Union pour un mouvement populaire | 69 544  | 28,61  | 122 233 | 52,93  |
|                                            | Jean-Luc Mélenchon Front de gauche                | 27 875  | 11,47  |         |        |
|                                            | Philippe Poutou Nouveau Parti anticapitaliste     | 2 890   | 1,19   |         |        |
|                                            | Nathalie Arthaud Lutte ouvrière                   | 1 213   | 0,50   |         |        |
|                                            | Jacques Cheminade Solidarité et progrès           | 664     | 0,27   |         |        |
|                                            | François Bayrou Mouvement démocrate               | 24 034  | 9,89   |         |        |
|                                            | Nicolas Dupont-Aignan Debout la République        | 5 120   | 2,11   |         |        |
|                                            | François Hollande Parti socialiste                | 57 469  | 23,64  | 108 686 | 47,07  |
|                                            |                                                   |         |        |         |        |
| Inscrits                                   | Inscrits                                          | 298 785 | 100,00 | 298 887 | 100,00 |
| Abstentions                                | Abstentions                                       | 50 538  | 16,91  | 52 579  | 17,59  |
| Votants                                    | Votants                                           | 248 247 | 83,09  | 246 308 | 82,41  |
| Blancs et nuls                             | Blancs et nuls                                    | 5 132   | 2,07   | 15 389  | 6,25   |
| Exprimés                                   | Exprimés                                          | 243 115 | 97,93  | 230 919 | 93,75  |
| Source : Ministère de l'Intérieur - Savoie |                                                   |         |        |         |        |

- Élection présidentielle de 2007 :

|                                            | François Bayrou Union pour la démocratie française   | 49 138  | 20,07  |         |        |
|                                            | Olivier Besancenot Ligue communiste révolutionnaire  | 9 555   | 3,90   |         |        |
|                                            | José Bové Sans étiquette                             | 4 529   | 1,85   |         |        |
|                                            | Marie-George Buffet Gauche populaire et antilibérale | 4 491   | 1,83   |         |        |
|                                            | Arlette Laguiller Lutte ouvrière                     | 2 691   | 1,10   |         |        |
|                                            | Jean-Marie Le Pen Front national                     | 26 325  | 10,75  |         |        |
|                                            | Frédéric Nihous Chasse, pêche, nature et traditions  | 2 153   | 0,88   |         |        |
|                                            | Ségolène Royal Parti socialiste                      | 53 447  | 21,83  | 99 987  | 42,68  |
|                                            | Nicolas Sarkozy Union pour un mouvement populaire    | 81 109  | 33,12  | 134 304 | 57,32  |
|                                            | Gérard Schivardi Parti des travailleurs              | 795     | 0,32   |         |        |
|                                            | Philippe de Villiers Mouvement pour la France        | 5 396   | 2,20   |         |        |
|                                            | Dominique Voynet Les Verts                           | 5 236   | 2,14   |         |        |
|                                            |                                                      |         |        |         |        |
| Inscrits                                   | Inscrits                                             | 287 948 | 100,00 | 288 079 | 100,00 |
| Abstentions                                | Abstentions                                          | 39 670  | 13,78  | 42 885  | 14,89  |
| Votants                                    | Votants                                              | 248 278 | 86,22  | 245 194 | 85,11  |
| Blancs ou nuls                             | Blancs ou nuls                                       | 3 413   | 1,37   | 10 903  | 4,45   |
| Exprimés                                   | Exprimés                                             | 244 865 | 98,63  | 234 291 | 95,55  |
| Source : Ministère de l'Intérieur - Savoie |                                                      |         |        |         |        |

- Élection présidentielle de 2002 :

|                                            | Bruno Mégret Mouvement national républicain          | 5 197   | 2,76   |         |        |
|                                            | Corinne Lepage Cap21                                 | 4 738   | 2,51   |         |        |
|                                            | Daniel Gluckstein Parti des travailleurs             | 1 090   | 0,58   |         |        |
|                                            | François Bayrou Union pour la démocratie française   | 13 352  | 7,08   |         |        |
|                                            | Jacques Chirac Rassemblement pour la République      | 33 958  | 18,01  | 163 588 | 81,26  |
|                                            | Jean-Marie Le Pen Front national                     | 37 312  | 19,79  | 37 736  | 18,74  |
|                                            | Christiane Taubira Parti radical de gauche           | 3 831   | 2,03   |         |        |
|                                            | Jean Saint-Josse Chasse, pêche, nature et traditions | 5 604   | 2,97   |         |        |
|                                            | Noël Mamère Les Verts                                | 11 923  | 6,32   |         |        |
|                                            | Lionel Jospin Parti socialiste                       | 24 688  | 13,09  |         |        |
|                                            | Christine Boutin Forum des républicains sociaux      | 2 339   | 1,24   |         |        |
|                                            | Robert Hue Parti communiste français                 | 5 886   | 3,12   |         |        |
|                                            | Jean-Pierre Chevènement Mouvement des citoyens       | 11 936  | 6,33   |         |        |
|                                            | Alain Madelin Démocratie libérale                    | 9 186   | 4,87   |         |        |
|                                            | Arlette Laguiller Lutte ouvrière                     | 9 213   | 4,89   |         |        |
|                                            | Olivier Besancenot Ligue communiste révolutionnaire  | 8 326   | 4,42   |         |        |
|                                            |                                                      |         |        |         |        |
| Inscrits                                   | Inscrits                                             | 265 061 | 100,00 | 264 962 | 100,00 |
| Abstentions                                | Abstentions                                          | 70 045  | 26,43  | 51 873  | 19,58  |
| Votants                                    | Votants                                              | 195 016 | 73,57  | 213 089 | 80,42  |
| Blancs ou nuls                             | Blancs ou nuls                                       | 6 437   | 3,30   | 11 765  | 5,52   |
| Exprimés                                   | Exprimés                                             | 188 579 | 96,70  | 201 324 | 94,48  |
| Source : Ministère de l'Intérieur - Savoie |                                                      |         |        |         |        |

- Élection présidentielle de 1995 :

|                                  | Philippe de Villiers Mouvement pour la France             | 9 895   | 5,10   |         |        |
|                                  | Jean-Marie Le Pen Front national                          | 32 644  | 16,82  |         |        |
|                                  | Jacques Chirac Rassemblement pour la République           | 36 186  | 18,65  | 105 127 | 56,07  |
|                                  | Arlette Laguiller Lutte ouvrière                          | 10 275  | 5,30   |         |        |
|                                  | Jacques Cheminade Fédération pour une nouvelle solidarité | 524     | 0,27   |         |        |
|                                  | Lionel Jospin Parti socialiste                            | 41 392  | 21,33  | 82 356  | 43,93  |
|                                  | Dominique Voynet Les Verts                                | 8 325   | 4,29   |         |        |
|                                  | Édouard Balladur Rassemblement pour la République diss.   | 39 398  | 20,30  |         |        |
|                                  | Robert Hue Parti communiste français                      | 15 399  | 7,94   |         |        |
|                                  |                                                           |         |        |         |        |
| Inscrits                         | Inscrits                                                  | 249 352 | 100,00 | 249 228 | 100,00 |
| Abstentions                      | Abstentions                                               | 49 953  | 20,03  | 49 567  | 19,89  |
| Votants                          | Votants                                                   | 199 399 | 79,97  | 199 661 | 80,11  |
| Blancs ou nuls                   | Blancs ou nuls                                            | 5 361   | 2,69   | 12 178  | 6,10   |
| Exprimés                         | Exprimés                                                  | 194 038 | 97,31  | 187 483 | 93,90  |
| Source : Politiquemania - Savoie |                                                           |         |        |         |        |

- Élection présidentielle de 1988 :

|                                  | Raymond Barre Union pour la démocratie française        | 32 596  | 18,05  |         |        |
|                                  | Pierre Juquin Communiste rénovateur                     | 4 019   | 2,23   |         |        |
|                                  | Jean-Marie Le Pen Front national                        | 27 465  | 15,21  |         |        |
|                                  | Jacques Chirac Rassemblement pour la République         | 37 843  | 20,95  | 92 720  | 49,82  |
|                                  | François Mitterrand Parti socialiste                    | 54 852  | 30,37  | 93 402  | 50,18  |
|                                  | Pierre Boussel Mouvement pour un parti des travailleurs | 762     | 0,42   |         |        |
|                                  | Antoine Waechter Les Verts                              | 9 034   | 5,00   |         |        |
|                                  | Arlette Laguiller Lutte ouvrière                        | 3 391   | 1,88   |         |        |
|                                  | André Lajoinie Parti communiste français                | 10 654  | 5,90   |         |        |
|                                  |                                                         |         |        |         |        |
| Inscrits                         | Inscrits                                                | 230 132 | 100,00 | 230 101 | 100,00 |
| Abstentions                      | Abstentions                                             | 46 197  | 20,07  | 37 594  | 16,34  |
| Votants                          | Votants                                                 | 183 935 | 79,93  | 192 507 | 83,66  |
| Blancs ou nuls                   | Blancs ou nuls                                          | 3 319   | 1,80   | 6 385   | 3,32   |
| Exprimés                         | Exprimés                                                | 180 616 | 98,20  | 186 122 | 96,68  |
| Source : Politiquemania - Savoie |                                                         |         |        |         |        |

- Élection présidentielle de 1981 :

|                                  | Arlette Laguiller Lutte ouvrière                   | 3 778   | 2,28   |         |        |
|                                  | Marie-France Garaud Divers droite gaulliste        | 2 337   | 1,41   |         |        |
|                                  | Michel Crépeau Mouvement des radicaux de gauche    | 3 264   | 1,97   |         |        |
|                                  | Huguette Bouchardeau Parti socialiste unifié       | 2 285   | 1,38   |         |        |
|                                  | Brice Lalonde Mouvement d'écologie politique       | 8 184   | 4,93   |         |        |
|                                  | François Mitterrand Parti socialiste               | 41 896  | 25,26  | 90 193  | 50,45  |
|                                  | Valéry Giscard d'Estaing Républicains indépendants | 46 422  | 27,99  | 88 590  | 49,55  |
|                                  | Georges Marchais Parti communiste français         | 22 978  | 13,85  |         |        |
|                                  | Michel Debré Divers droite gaulliste               | 3 026   | 1,82   |         |        |
|                                  | Jacques Chirac Rassemblement pour la République    | 31 700  | 19,11  |         |        |
|                                  |                                                    |         |        |         |        |
| Inscrits                         | Inscrits                                           | 215 347 | 100,00 | 215 298 | 100,00 |
| Abstentions                      | Abstentions                                        | 46 958  | 21,81  | 31 473  | 14,62  |
| Votants                          | Votants                                            | 168 389 | 78,19  | 183 825 | 85,38  |
| Blancs ou nuls                   | Blancs ou nuls                                     | 2 519   | 1,50   | 5 042   | 2,74   |
| Exprimés                         | Exprimés                                           | 165 870 | 98,50  | 178 783 | 97,26  |
| Source : Politiquemania - Savoie |                                                    |         |        |         |        |

- Élection présidentielle de 1974 :

|                                  | Jacques Chaban-Delmas Union des démocrates pour la République | 23 333  | 16,08  |         |        |
|                                  | René Dumont Écologiste                                        | 2 511   | 1,73   |         |        |
|                                  | Valéry Giscard d'Estaing Républicains indépendants            | 44 772  | 30,85  | 76 621  | 50,64  |
|                                  | Guy Héraud Fédéraliste européen                               | 97      | 0,07   |         |        |
|                                  | Alain Krivine Ligue communiste révolutionnaire                | 466     | 0,32   |         |        |
|                                  | Arlette Laguiller Lutte ouvrière                              | 4 107   | 2,83   |         |        |
|                                  | Jean-Marie Le Pen Front national                              | 1 108   | 0,76   |         |        |
|                                  | François Mitterrand Parti socialiste                          | 63 230  | 43,57  | 74 685  | 49,36  |
|                                  | Émile Muller Mouvement démocrate-socialiste de France         | 766     | 0,53   |         |        |
|                                  | Bertrand Renouvin Nouvelle Action royaliste                   | 304     | 0,21   |         |        |
|                                  | Jean Royer Divers droite                                      | 4 167   | 2,87   |         |        |
|                                  | Jean-Claude Sebag Mouvement fédéraliste européen              | 262     | 0,18   |         |        |
|                                  |                                                               |         |        |         |        |
| Inscrits                         | Inscrits                                                      | 175 158 | 100,00 | 175 134 | 100,00 |
| Abstentions                      | Abstentions                                                   | 29 062  | 16,59  | 22 062  | 12,60  |
| Votants                          | Votants                                                       | 146 096 | 83,41  | 153 072 | 87,40  |
| Blancs ou nuls                   | Blancs ou nuls                                                | 973     | 0,67   | 1 766   | 1,15   |
| Exprimés                         | Exprimés                                                      | 145 123 | 99,33  | 151 306 | 98,85  |
| Source : Politiquemania - Savoie |                                                               |         |        |         |        |

- Élection présidentielle de 1969 :

|                                  | Gaston Defferre Section française de l'Internationale ouvrière | 4 797   | 3,95   |         |        |
|                                  | Louis Ducatel Radical-socialiste indépendant                   | 1 675   | 1,38   |         |        |
|                                  | Jacques Duclos Parti communiste français                       | 24 448  | 20,13  |         |        |
|                                  | Alain Krivine Ligue communiste                                 | 1 291   | 1,06   |         |        |
|                                  | Alain Poher Centre démocrate                                   | 30 582  | 25,18  | 45 876  | 43,68  |
|                                  | Georges Pompidou Union pour la défense de la République        | 53 604  | 44,13  | 59 141  | 56,32  |
|                                  | Michel Rocard Parti socialiste unifié                          | 5 076   | 4,18   |         |        |
|                                  |                                                                |         |        |         |        |
| Inscrits                         | Inscrits                                                       | 166 938 | 100,00 | 166 787 | 100,00 |
| Abstentions                      | Abstentions                                                    | 44 314  | 26,55  | 56 318  | 33,77  |
| Votants                          | Votants                                                        | 122 624 | 73,45  | 110 469 | 66,23  |
| Blancs ou nuls                   | Blancs ou nuls                                                 | 1 151   | 0,94   | 5 452   | 4,94   |
| Exprimés                         | Exprimés                                                       | 121 473 | 99,06  | 105 017 | 95,06  |
| Source : Politiquemania - Savoie |                                                                |         |        |         |        |

- Élection présidentielle de 1965 :

|                                  | Marcel Barbu Divers gauche                                    | 1 847   | 1,44   |         |        |
|                                  | Charles de Gaulle Union pour la nouvelle République           | 53 185  | 41,43  | 68 436  | 53,93  |
|                                  | Jean Lecanuet Mouvement républicain populaire                 | 22 296  | 17,37  |         |        |
|                                  | Pierre Marcilhacy Parti libéral européen                      | 2 286   | 1,78   |         |        |
|                                  | François Mitterrand Convention des institutions républicaines | 42 795  | 33,34  | 58 468  | 46,07  |
|                                  | Jean-Louis Tixier-Vignancour Comités Tixier-Vignancour        | 5 964   | 4,65   |         |        |
|                                  |                                                               |         |        |         |        |
| Inscrits                         | Inscrits                                                      | 161 284 | 100,00 | 161 238 | 100,00 |
| Abstentions                      | Abstentions                                                   | 32 045  | 19,87  | 30 936  | 19,19  |
| Votants                          | Votants                                                       | 129 239 | 80,13  | 130 302 | 80,81  |
| Blancs ou nuls                   | Blancs ou nuls                                                | 866     | 0,67   | 3 398   | 2,61   |
| Exprimés                         | Exprimés                                                      | 128 373 | 99,33  | 126 904 | 97,39  |
| Source : Politiquemania - Savoie |                                                               |         |        |         |        |

### Élections européennes
- Élections européennes de 2024 :

|                                                     | Pour une humanité souveraine Changement citoyen |  | 1      |
|                                                     | Pour une démocratie réelle : décidons nous-mêmes ! Décidons nous-mêmes ! |  | 2      |
|                                                     | La France fière, menée par Marion Maréchal et soutenue par Éric Zemmour Reconquête et Mouvement conservateur |  | 3      |
|                                                     | La France insoumise - Union populaire La France insoumise, Parti ouvrier indépendant, Révolution écologique pour le vivant, Péyi-A, Pour La Réunion et Gauche écosocialiste                                        |  | 4      |
|                                                     | La France revient ! Avec Jordan Bardella et Marine Le Pen Rassemblement national et L'Avenir français |  | 5      |
|                                                     | Europe Écologie Les Écologistes – EELV et Alternative alsacienne |  | 6      |
|                                                     | Free Palestine Union des démocrates musulmans français |  | 7      |
|                                                     | Parti animaliste - Les animaux comptent, votre voix aussi Parti animaliste |  | 8      |
|                                                     | Parti révolutionnaire Communistes |  | 9      |
|                                                     | Parti pirate |  | 10     |
|                                                     | Besoin d'Europe Ensemble et Union des démocrates et indépendants |  | 11     |
|                                                     | PACE - Parti des citoyens européens, pour l'armée européenne, pour l'Europe sociale, pour la planète ! Parti des citoyens européens et La France a des Elles                                                       |  | 12     |
|                                                     | Équinoxe : écologie pratique et renouveau démocratique Équinoxe |  | 13     |
|                                                     | Écologie positive et territoires Écologie positive, Cap21, France Écologie, Le Trèfle - Les nouveaux écologistes, Les Universalistes, 100 % citoyens, Le Mouvement pour les animaux et Parti nationaliste basque   |  | 14     |
|                                                     | Liste Asselineau-Frexit, pour le pouvoir d'achat et pour la paix Union populaire républicaine |  | 15     |
|                                                     | Paix et Décroissance Écologiste, Objecteurs de croissance, Brouette et Décroissance Élections |  | 16     |
|                                                     | Pour une autre Europe Fédération citoyenne |  | 17     |
|                                                     | La droite pour faire entendre la voix de la France en Europe Les Républicains et Les Centristes |  | 18     |
|                                                     | Lutte ouvrière le camp des travailleurs Lutte ouvrière et Combat ouvrier |  | 19     |
|                                                     | Changer l'Europe Nouvelle Donne et Allons enfants |  | 20     |
|                                                     | Nous le peuple République souveraine et L'Appel au peuple |  | 21     |
|                                                     | Pour un monde sans frontières ni patrons, urgence révolution ! Nouveau Parti anticapitaliste – Révolutionnaires |  | 22     |
|                                                     | « Pour le pain, la paix, la liberté ! » présentée par le Parti des travailleurs Parti des travailleurs |  | 23     |
|                                                     | L'Europe ça suffit ! Les Patriotes et Via, la voie du peuple |  | 24     |
|                                                     | Non ! Prenons-nous en mains Rester libre |  | 25     |
|                                                     | Forteresse Europe - Liste d'unité nationaliste Les Nationalistes |  | 26     |
|                                                     | Réveiller l'Europe Parti socialiste et Place publique |  | 27     |
|                                                     | Non à l'UE et à l'OTAN, communistes pour la paix et le progrès social Association nationale des communistes |  | 28     |
|                                                     | Alliance rurale Résistons |  | 29     |
|                                                     | France libre Extrême droite |  | 30     |
|                                                     | Europe Territoires Écologie Parti radical de gauche, Régions et peuples solidaires, Volt France, Mouvement des progressistes, Mouvement des citoyens et Collectif des sociaux-démocrates réformateurs              |  | 31     |
|                                                     | La ruche citoyenne La Ruche citoyenne |  | 32     |
|                                                     | Gauche unie pour le monde du travail soutenue par Fabien Roussel Parti communiste français, Fédération de la gauche républicaine, Parti communiste réunionnais, Parti communiste martiniquais et Humains et dignes |  | 33     |
|                                                     | Défendre les enfants Droits du parent et de l'enfant |  | 34     |
|                                                     | Écologie au centre , Égalité Europe Écologie, Régions unies d'Europe, Génération animal, Jeunes Ecqo et La France autrement                                                                                        |  | 35     |
|                                                     | Démocratie représentative |  | 36     |
|                                                     | Espéranto langue commune Europe Démocratie Espéranto |  | 37     |
|                                                     | Liberté démocratique française |  | 38     |
|                                                     | |  |        |
| Inscrits                                            | Inscrits |  | 100,00 |
| Abstentions                                         | |  |        |
| Votants                                             | |  |        |
| Blancs                                              | |  |        |
| Nuls                                                | |  |        |
| Exprimés                                            | |  |        |
| Source : Ministère de l'Intérieur - Ille-et-Vilaine | |  |        |

- Élections européennes de 2019 :

|                                            | Renaissance soutenue par La République en marche, le MoDem et ses partenaires La République en marche, Mouvement démocrate, Agir, Mouvement radical, Union des démocrates et des écologistes et Alliance centriste | 34 277  | 22,31  |
|                                            | Prenez le pouvoir, liste soutenue par Marine Le Pen Rassemblement national | 32 473  | 21,14  |
|                                            | Europe Écologie Europe Écologie Les Verts, Alliance écologiste indépendante et Régions et peuples solidaires | 25 107  | 16,34  |
|                                            | Union de la droite et du centre Les Républicains, Les Centristes et Chasse, pêche, nature et traditions | 15 223  | 9,91   |
|                                            | Envie d'Europe écologique et sociale Parti socialiste, Place publique, Nouvelle Donne et Parti radical de gauche                                                                                                   | 9 053   | 5,89   |
|                                            | La France insoumise La France insoumise, Parti de gauche, Gauche républicaine et socialiste et Mouvement républicain et citoyen                                                                                    | 8 405   | 5,47   |
|                                            | Le courage de défendre les Français avec Nicolas Dupont-Aignan. Debout la France ! – CNIP Debout la France et Centre national des indépendants et paysans                                                          | 5 830   | 3,80   |
|                                            | Liste citoyenne du Printemps européen avec Benoît Hamon soutenue par Génération.s et DéME-DiEM25 Génération.s | 4 123   | 2,68   |
|                                            | Les Européens Union des démocrates et indépendants, Force européenne démocrate et La Gauche moderne | 3 779   | 2,46   |
|                                            | Pour l'Europe des gens, contre l'Europe de l'argent Parti communiste français et République et socialisme | 3 606   | 2,35   |
|                                            | Urgence écologie Génération écologie, Mouvement écologiste indépendant, Mouvement des progressistes et Union des démocrates et des écologistes                                                                     | 3 053   | 1,99   |
|                                            | Parti animaliste Parti animaliste | 2 787   | 1,81   |
|                                            | Ensemble pour le Frexit Union populaire républicaine | 2 022   | 1,32   |
|                                            | Ensemble Patriotes et Gilets jaunes : pour la France, sortons de l'Union européenne ! Les Patriotes | 1 042   | 0,68   |
|                                            | Lutte ouvrière – contre le grand capital, le camp des travailleurs Lutte ouvrière | 943     | 0,61   |
|                                            | Alliance jaune, la révolte par le vote Sans étiquette | 662     | 0,43   |
|                                            | Les oubliés de l'Europe – artisans, commerçants, professions libérales et indépendants – ACPLI Coordination nationale des indépendants                                                                             | 363     | 0,24   |
|                                            | Espéranto – langue commune équitable pour l'Europe Europe Démocratie Espéranto | 294     | 0,19   |
|                                            | Parti pirate Parti pirate | 123     | 0,08   |
|                                            | Décroissance 2019 Parti pour la décroissance | 110     | 0,07   |
|                                            | Parti fédéraliste européen – Pour une Europe qui protège ses citoyens Parti fédéraliste européen | 104     | 0,07   |
|                                            | Union pour une Europe au service des peuples Union des démocrates musulmans français | 78      | 0,05   |
|                                            | Allons enfants Allons enfants, le parti de la jeunesse | 49      | 0,03   |
|                                            | PACE – Parti des citoyens européens Parti des citoyens européens | 43      | 0,03   |
|                                            | Mouvement pour l'initiative citoyenne Mouvement pour l'initiative citoyenne | 15      | 0,01   |
|                                            | Évolution citoyenne Sans étiquette | 10      | 0,01   |
|                                            | Liste de la reconquête Dissidence française | 8       | 0,01   |
|                                            | Une France royale au cœur de l'Europe Alliance royale | 7       | 0,00   |
|                                            | À voix égales Sans étiquette | 7       | 0,00   |
|                                            | Neutre et actif Sans étiquette | 3       | 0,00   |
|                                            | La ligne claire Parti de l'in-nocence et Souveraineté, identité et libertés | 3       | 0,00   |
|                                            | Union démocratique pour la liberté, égalité, fraternité (UDLEF) Union démocratique pour la liberté, égalité, fraternité                                                                                            | 3       | 0,00   |
|                                            | Parti révolutionnaire Communistes Parti révolutionnaire Communistes | 2       | 0,00   |
|                                            | Démocratie représentative La révolution est en marche | 2       | 0,00   |
|                                            | |         |        |
| Inscrits                                   | Inscrits | 308 564 | 100,00 |
| Abstentions                                | Abstentions | 148 694 | 48,19  |
| Votants                                    | Votants | 159 870 | 51,81  |
| Blancs                                     | Blancs | 3 361   | 2,10   |
| Nuls                                       | Nuls | 2 900   | 1,81   |
| Exprimés                                   | Exprimés | 153 609 | 96,08  |
| Source : Ministère de l'Intérieur - Savoie | |         |        |

- Élections européennes de 2014 :

|                                            | Front national | Jean-Marie Le Pen       | 31 527  | 24,54  |
|                                            | Pour la France, agir en Europe avec Renaud Muselier Union pour un mouvement populaire                                                             | Renaud Muselier         | 29 803  | 23,20  |
|                                            | Choisir notre Europe Parti socialiste et Parti radical de gauche                                                                                  | Vincent Peillon         | 15 352  | 11,95  |
|                                            | Liste Europe Écologie Europe Écologie Les Verts                                                                                                   | Michèle Rivasi          | 13 633  | 10,61  |
|                                            | UDI • MoDem • Les Européens • Liste soutenue par François Bayrou et Jean-Louis Borloo Union des démocrates et indépendants et Mouvement démocrate | Sylvie Goulard          | 11 539  | 8,98   |
|                                            | L'Europe de la Finance, ça suffit ! Place au peuple ! Front de gauche (Parti communiste français, Parti de gauche et Ensemble !)                  | Marie-Christine Vergiat | 7 218   | 5,62   |
|                                            | Debout la France ! Ni système, ni extrêmes avec Nicolas Dupont-Aignan Debout la République                                                        | Gerbert Rambaud         | 5 563   | 4,33   |
|                                            | Nouvelle Donne | Jean-Baptiste Coutelis  | 5 081   | 3,96   |
|                                            | Alliance écologiste indépendante | Valérie Mira            | 3 434   | 2,67   |
|                                            | Nous Citoyens | Bertrand Lescure        | 1 979   | 1,54   |
|                                            | Lutte ouvrière - Faire entendre le camp des travailleurs Lutte ouvrière                                                                           | Chantal Gomez           | 1 254   | 0,98   |
|                                            | Régions et peuples solidaires , Parti de la nation corse et Mouvement Région Savoie                                                               | François Alfonsi        | 497     | 0,39   |
|                                            | Force Vie Parti chrétien-démocrate | Jean-Marie Mure-Ravaud  | 478     | 0,37   |
|                                            | UPR Sud-Est Union populaire républicaine | Daniel Romani           | 411     | 0,32   |
|                                            | Espéranto langue commune équitable pour l'Europe Europe Démocratie Espéranto                                                                      | Monique Arnaud          | 279     | 0,22   |
|                                            | Parti fédéraliste européen | Alain Malegarie         | 214     | 0,17   |
|                                            | Féministes pour une Europe solidaire Sans étiquette                                                                                               | Élisabeth Salvaresi     | 76      | 0,06   |
|                                            | Parti pirate Sud-Est Parti pirate | Valérie Dagrain         | 53      | 0,04   |
|                                            | Démocratie réelle Sans étiquette | Éric Sanson             | 53      | 0,04   |
|                                            | Pour une France royale au cœur de l’Europe Alliance royale                                                                                        | Emmanuel Guigon         | 14      | 0,01   |
|                                            | Communistes Extrême gauche | Christophe Ricerchi     | 3       | 0,00   |
|                                            | Pour une Europe utile aux Français Sans étiquette                                                                                                 | Aurélien Michel         | 2       | 0,00   |
|                                            | Mayaud hors bords Sans étiquette | Christophe Mayaud       | 0       | 0,00   |
|                                            | |                         |         |        |
| Inscrits                                   | Inscrits | Inscrits                | 303 456 | 100,00 |
| Abstentions                                | Abstentions | Abstentions             | 170 140 | 56,07  |
| Votants                                    | Votants | Votants                 | 133 316 | 43,93  |
| Blancs                                     | Blancs | Blancs                  | 3 654   | 2,74   |
| Nuls                                       | Nuls | Nuls                    | 1 199   | 0,90   |
| Exprimés                                   | Exprimés | Exprimés                | 128 463 | 96,36  |
| Source : Ministère de l'Intérieur - Savoie | |                         |         |        |

- Élections européennes de 2009 :

|                                            | Quand l'Europe veut, l'Europe peut Majorité présidentielle (Union pour un mouvement populaire, Nouveau Centre et La Gauche moderne)                                                  | Françoise Grossetête    | 34 436  | 29,18  |
|                                            | Europe Écologie avec Daniel Cohn-Bendit, Eva Joly et José Bové Europe Écologie Les Verts                                                                                             | Michèle Rivasi          | 23 469  | 19,88  |
|                                            | Changer l'Europe maintenant avec les socialistes Parti socialiste | Vincent Peillon         | 17 097  | 14,49  |
|                                            | Démocrates pour l'Europe, liste soutenue par François Bayrou Mouvement démocrate | Jean-Luc Bennahmias     | 9 569   | 8,11   |
|                                            | Liste Front national présentée par Jean-Marie Le Pen Front national | Jean-Marie Le Pen       | 7 831   | 6,63   |
|                                            | Front de gauche pour changer d'Europe Front de gauche (Parti de gauche, Parti communiste français et Gauche unitaire)                                                                | Marie-Christine Vergiat | 6 511   | 5,52   |
|                                            | « Pas question de payer leur crise », liste présentée par le NPA et soutenue par Olivier Besancenot Nouveau Parti anticapitaliste                                                    | Raoul Jennar            | 5 468   | 4,63   |
|                                            | Alliance Écologiste Indépendante Alliance écologiste indépendante | Francis Lalanne         | 4 706   | 3,99   |
|                                            | Protéger nos emplois, défendre nos valeurs avec la liste de Villiers soutenue par le MPF, CPNT et Libertas Mouvement pour la France, Chasse, pêche, nature et traditions et Libertas | Patrick Louis           | 4 357   | 3,69   |
|                                            | Liste gaulliste Debout la République avec Nicolas Dupont-Aignan Debout la République                                                                                                 | Michèle Vianès          | 2 302   | 1,95   |
|                                            | Liste Lutte Ouvrière soutenue par Arlette Laguiller Lutte ouvrière | Nathalie Arthaud        | 960     | 0,81   |
|                                            | Résistance Sans étiquette | Victor Hugo Espinosa    | 565     | 0,48   |
|                                            | Europe Démocratie Espéranto | Christian Garino        | 414     | 0,35   |
|                                            | Solidarité - Liberté, justice et paix Sans étiquette | Matthieu Chauvin        | 214     | 0,18   |
|                                            | Europe Décroissance Parti pour la décroissance | Annie Vital             | 86      | 0,07   |
|                                            | Une France royale au cœur de l'Europe Alliance royale | Dominique Hamel         | 17      | 0,01   |
|                                            | Union des gens - Circonscription Sud-Est Sans étiquette | Jérôme Médeville        | 12      | 0,01   |
|                                            | Pour une Europe utile Centre national des indépendants et paysans | Daniel Dufreney         | 12      | 0,01   |
|                                            | Alternative Libérale Sud-Est « L'Europe c'est vous » Alternative libérale | Jacques Gautron         | 2       | 0,00   |
|                                            | Communistes Extrême gauche | Christophe Ricerchi     | 0       | 0,00   |
|                                            | La force de la non-violence Divers gauche | Philippe Bariol         | 0       | 0,00   |
|                                            | |                         |         |        |
| Inscrits                                   | Inscrits | Inscrits                | 293 218 | 100,00 |
| Abstentions                                | Abstentions | Abstentions             | 170 895 | 58,28  |
| Votants                                    | Votants | Votants                 | 122 323 | 41,72  |
| Blancs ou nuls                             | Blancs ou nuls | Blancs ou nuls          | 4 295   | 3,51   |
| Exprimés                                   | Exprimés | Exprimés                | 118 028 | 96,49  |
| Source : Ministère de l'Intérieur - Savoie | |                         |         |        |

- Élections européennes de 2004 :

|                                            | Et maintenant, l'Europe sociale Parti socialiste                                                                      | Michel Rocard          | 31 028  | 28,74  |
|                                            | Avec l'Europe, voyons la France en grand ! Union pour un mouvement populaire                                          | Françoise Grossetête   | 21 597  | 20,01  |
|                                            | UDF-Europe Union pour la démocratie française                                                                         | Thierry Cornillet      | 12 782  | 11,84  |
|                                            | L'écologie, Les Verts - Parti Vert européen Les Verts et Régions et peuples solidaires (Parti de la nation corse)     | Jean-Luc Bennahmias    | 10 604  | 9,82   |
|                                            | Liste Front national conduite par Jean-Marie Le Pen Front national                                                    | Jean-Marie Le Pen      | 10 402  | 9,64   |
|                                            | Liste Philippe de Villiers Mouvement pour la France                                                                   | Patrick Louis          | 5 767   | 5,34   |
|                                            | L'Europe oui ! Mais pas celle-là ! Parti communiste français                                                          | Manuela Gomez          | 4 993   | 4,63   |
|                                            | Liste LCR-LO, soutenue par Olivier Besancenot et Arlette Laguiller Ligue communiste révolutionnaire et Lutte ouvrière | Roseline Vachetta      | 2 715   | 2,52   |
|                                            | La France d'en bas | Jean-Marc Governatori  | 2 099   | 1,94   |
|                                            | Pasqua, la France en tête Rassemblement pour la France                                                                | Jean-Charles Marchiani | 1 666   | 1,54   |
|                                            | CPNT - Pour la France qu'on aime, l'Europe des différences Chasse, pêche, nature et traditions                        | Aline Vidal-Daumas     | 1 355   | 1,26   |
|                                            | Moins d'impôts, gérer utilement, l'emploi pour tous - M.I.G.U.E.T. Rassemblement des contribuables français           | Véronique Delage       | 929     | 0,86   |
|                                            | Parti des travailleurs                                                                                                | Odile Mirguet          | 686     | 0,64   |
|                                            | A.L.P.E. - Alliance pour la liberté des peuples d'Europe Régions et peuples solidaires (Ligue savoisienne)            | Evelyne Anthoine       | 437     | 0,40   |
|                                            | Europe Démocratie Espéranto                                                                                           | Christian Garino       | 344     | 0,32   |
|                                            | Europe oui, Turquie non ! Pour une Europe indépendante et puissante Mouvement national républicain                    | Alain Vauzelle         | 307     | 0,28   |
|                                            | Vivre mieux avec l'Europe Sans étiquette                                                                              | Cyprien Laurelli       | 173     | 0,16   |
|                                            | www.jevoteautrement.com Parti fédéraliste                                                                             | Philippe Sanmartin     | 39      | 0,04   |
|                                            | Alliance royale | Christian Audic        | 29      | 0,03   |
|                                            | France unie des travailleurs salariés et indépendants Sans étiquette                                                  | Marc Fraysse           | 0       | 0,00   |
|                                            | F.R.A.N.C.E. - Pôle des Libertés Divers droite                                                                        | Patrice Lallouette     | 0       | 0,00   |
|                                            | Diversité pour l'Europe Sans étiquette                                                                                | Rosalie Kerdo          | 0       | 0,00   |
|                                            | |                        |         |        |
| Inscrits                                   | Inscrits | Inscrits               | 270 744 | 100,00 |
| Abstentions                                | Abstentions | Abstentions            | 159 631 | 58,96  |
| Votants                                    | Votants | Votants                | 111 113 | 41,04  |
| Blancs ou nuls                             | Blancs ou nuls | Blancs ou nuls         | 3 161   | 2,84   |
| Exprimés                                   | Exprimés | Exprimés               | 107 952 | 97,16  |
| Source : Ministère de l'Intérieur - Savoie | |                        |         |        |

- Élections européennes de 1999 :

|                                  | Construisons notre Europe Parti socialiste, Parti radical de gauche et Mouvement des citoyens                                       | François Hollande           | 22 880  | 21,90  |
|                                  | L'union pour l'Europe, l'opposition unie avec le RPR et Démocratie libérale Rassemblement pour la République et Démocratie libérale | Nicolas Sarkozy             | 15 315  | 14,66  |
|                                  | Rassemblement pour la France et l'indépendance de l'Europe Rassemblement pour la France et Mouvement pour la France                 | Charles Pasqua              | 14 573  | 13,95  |
|                                  | L'écologie, Les Verts, Daniel Cohn-Bendit et Dominique Voynet Les Verts                                                             | Daniel Cohn-Bendit          | 11 677  | 11,18  |
|                                  | Avec l'Europe, prenons une France d'avance Union pour la démocratie française                                                       | François Bayrou             | 9 442   | 9,04   |
|                                  | Bouge l'Europe ! La liste conduite par Robert Hue Parti communiste français                                                         | Robert Hue                  | 6 708   | 6,42   |
|                                  | Liste présentée par Lutte ouvrière et la Ligue communiste révolutionnaire Lutte ouvrière et Ligue communiste révolutionnaire        | Arlette Laguiller           | 4 959   | 4,75   |
|                                  | Pour une France libre, changeons d'Europe Front national                                                                            | Jean-Marie Le Pen           | 4 948   | 4,74   |
|                                  | Chasse, pêche, nature et traditions                                                                                                 | Jean Saint-Josse            | 4 145   | 3,97   |
|                                  | Européens d'accord, Français d'abord, Mégret l'avenir Mouvement national républicain                                                | Bruno Mégret                | 3 706   | 3,55   |
|                                  | Moins d'impôts maintenant ! Rassemblement des contribuables français                                                                | Nicolas Miguet              | 1 848   | 1,77   |
|                                  | Écologie, le choix de la vie Mouvement écologiste indépendant                                                                       | Antoine Waechter            | 1 824   | 1,75   |
|                                  | Vivant Énergie-France Divers droite (Vivant Énergie-France)                                                                         | Gérard Maudrux              | 1 096   | 1,05   |
|                                  | Combat pour l'emploi Union pour la Semaine de Quatre Jours                                                                          | Pierre Larrouturou          | 955     | 0,91   |
|                                  | Liste du Parti de la loi naturelle Parti de la loi naturelle                                                                        | Benoit Frappé               | 354     | 0,34   |
|                                  | Politique de vie pour l'Europe Sans étiquette                                                                                       | Christian Cotten            | 41      | 0,04   |
|                                  | Liste du Parti humaniste Parti humaniste                                                                                            | Marie-Laurence Chanut-Sapin | 5       | 0,00   |
|                                  | 97.2 : mi ou, mi mwen Mouvement libéral martiniquais                                                                                | Joseph Jos                  | 4       | 0,00   |
|                                  | Liste de la Ligue nationaliste Ligue nationaliste                                                                                   | Guy Guerrin                 | 0       | 0,00   |
|                                  | Vive le fédéralisme ! Parti fédéraliste                                                                                             | Jean-Philippe Allenbach     | 0       | 0,00   |
|                                  | |                             |         |        |
| Inscrits                         | Inscrits | Inscrits                    | 254 187 | 100,00 |
| Abstentions                      | Abstentions | Abstentions                 | 142 527 | 56,07  |
| Votants                          | Votants | Votants                     | 111 660 | 43,93  |
| Blancs ou nuls                   | Blancs ou nuls | Blancs ou nuls              | 7 180   | 6,43   |
| Exprimés                         | Exprimés | Exprimés                    | 104 480 | 93,57  |
| Source : Politiquemania - Savoie | |                             |         |        |

- Élections européennes de 1994 :

|                                | L'Union UDF-RPR Union pour la démocratie française et Rassemblement pour la République                     | Dominique Baudis        | 30 189  | 26,33  |
|                                | L'Europe solidaire Parti socialiste                                                                        | Michel Rocard           | 18 292  | 15,96  |
|                                | Liste de la Majorité pour l'Autre Europe Divers droite, dissidents de l'Union pour la démocratie française | Philippe de Villiers    | 14 670  | 12,80  |
|                                | Contre l'Europe de Maastricht, Allez la France ! Front national                                            | Jean-Marie Le Pen       | 12 041  | 10,50  |
|                                | Énergie Radicale Mouvement des radicaux de gauche                                                          | Bernard Tapie           | 11 849  | 10,34  |
|                                | Liste présentée par le Parti communiste français Parti communiste français                                 | Francis Wurtz           | 7 389   | 6,45   |
|                                | Union des écologistes pour l'Europe ! Les Verts et L'écologie autrement                                    | Marie-Anne Isler-Béguin | 3 906   | 3,41   |
|                                | Chasse, pêche, nature et traditions                                                                        | André Goustat           | 3 378   | 2,95   |
|                                | L'Autre politique Mouvement des citoyens                                                                   | Jean-Pierre Chevènement | 2 915   | 2,54   |
|                                | Génération écologie pour l'Europe - Les vrais écologistes avec Brice Lalonde Génération écologie           | Brice Lalonde           | 2 843   | 2,48   |
|                                | L'Europe commence à Sarajevo Divers gauche                                                                 | Léon Schwartzenberg     | 2 229   | 1,94   |
|                                | Liste Lutte ouvrière Lutte ouvrière                                                                        | Arlette Laguiller       | 2 111   | 1,84   |
|                                | L'emploi d'abord ! Divers droite                                                                           | Gérard Touati           | 605     | 0,53   |
|                                | Liste du Parti de la loi naturelle Parti de la loi naturelle                                               | Benoît Frappé           | 548     | 0,48   |
|                                | Pour l'Europe des travailleurs et de la démocratie Parti des travailleurs                                  | Daniel Gluckstein       | 486     | 0,42   |
|                                | Liste régionaliste et fédéraliste - Régions et peuples solidaires Régionalistes                            | Max Simeoni             | 470     | 0,41   |
|                                | Démocrates pour les États-Unis d'Europe Sans étiquette                                                     | Armand Touati           | 392     | 0,34   |
|                                | Politique de vie pour l'Europe Sans étiquette                                                              | Christian Cotten        | 322     | 0,28   |
|                                | Rassemblement de l'outre-mer et des minorités Régionalistes                                                | Ernest Moutoussamy      | 0       | 0,00   |
|                                | L'Europe pour tous Divers droite                                                                           | Jean Aillaud            | 0       | 0,00   |
|                                | |                         |         |        |
| Inscrits                       | Inscrits                                                                                                   | Inscrits                | 242 614 | 100,00 |
| Abstentions                    | Abstentions                                                                                                | Abstentions             | 122 207 | 50,37  |
| Votants                        | Votants | Votants                 | 120 407 | 49,63  |
| Blancs ou nuls                 | Blancs ou nuls                                                                                             | Blancs ou nuls          | 5 772   | 4,79   |
| Exprimés                       | Exprimés                                                                                                   | Exprimés                | 114 635 | 95,21  |
| Source : data.gouv.fr - Savoie | |                         |         |        |

- Élections européennes de 1989 :

|                            | L'Union UDF-RPR pour représenter et défendre la France dans une Europe unie Union pour la démocratie française, Rassemblement pour la République, Union des indépendants et Centre national des indépendants et paysans | Valéry Giscard d'Estaing | 29 301  | 28,22  |
|                            | Majorité de progrès pour l'Europe Parti socialiste, Mouvement des radicaux de gauche, Association des démocrates et SOS Environnement                                                                                   | Laurent Fabius           | 25 415  | 24,48  |
|                            | « Les Verts - Europe - Écologie » pour une Europe des régions et des peuples solidaires Les Verts, Union du peuple corse et Mouvement Région Savoie                                                                     | Antoine Waechter         | 12 587  | 12,12  |
|                            | Liste Europe et Patrie Front national | Jean-Marie Le Pen        | 11 681  | 11,25  |
|                            | Liste Simone Veil - Le Centre pour l'Europe Divers droite, dissidents de l’Union pour la démocratie française | Simone Veil              | 11 344  | 10,92  |
|                            | Liste de rassemblement présentée par le Parti communiste français Parti communiste français | Philippe Herzog          | 7 047   | 6,78   |
|                            | Chasse - Pêche - Tradition - Liste européenne pour la liberté de chasse et de pêche Chasse, pêche, nature et traditions                                                                                                 | André Goustat            | 2 208   | 2,12   |
|                            | Liste Lutte ouvrière Lutte ouvrière | Arlette Laguiller        | 954     | 0,91   |
|                            | Liste de l'Alliance Divers droite | Henri Joyeux             | 929     | 0,89   |
|                            | Liste apolitique pour la protection des animaux et de leur environnement Écologiste | Arlette Alessandri       | 875     | 0,84   |
|                            | Liste pour l'Europe des travailleurs et de la démocratie Mouvement pour un parti des travailleurs | Marc Gauquelin           | 477     | 0,45   |
|                            | Europe Rénovateurs Mouvement des rénovateurs communistes, Parti socialiste unifié et Nouvelle Gauche | Claude Llabres           | 411     | 0,39   |
|                            | Génération Europe Divers droite (Mouvement de l'initiative) | Gérard Touati            | 250     | 0,24   |
|                            | Initiative pour une démocratie européenne Sans étiquette | Franck Biancheri         | 179     | 0,17   |
|                            | Rassemblement pour une France libre Parti ouvrier européen | Jacques Cheminade        | 143     | 0,13   |
|                            | |                          |         |        |
| Inscrits                   | Inscrits | Inscrits                 | 232 919 | 100,00 |
| Abstentions                | Abstentions | Abstentions              | 127 007 | 54,53  |
| Votants                    | Votants | Votants                  | 105 912 | 45,47  |
| Blancs ou nuls             | Blancs ou nuls | Blancs ou nuls           | 2 111   | 0,90   |
| Exprimés                   | Exprimés | Exprimés                 | 103 801 | 44,56  |
| Source : Le Monde - Savoie | |                          |         |        |

- Élections européennes de 1984 :

|                            | Union de l’opposition pour l’Europe et la défense des libertés Union pour la démocratie française et Rassemblement pour la République     | Simone Veil                  | 52 561  | 45,15  |
|                            | Liste socialiste pour l'Europe Parti socialiste                                                                                           | Lionel Jospin                | 26 413  | 22,68  |
|                            | Front d’opposition nationale pour l'Europe des patries Front national                                                                     | Jean-Marie Le Pen            | 13 236  | 11,37  |
|                            | Liste présentée par le Parti communiste français Parti communiste français et Union progressiste                                          | Georges Marchais             | 10 418  | 8,94   |
|                            | Les Verts - Europe Écologie Les Verts | Didier Anger                 | 3 888   | 3,33   |
|                            | Entente radicale écologiste pour les États-Unis d'Europe (ERE) Union centriste radicale, Mouvement des radicaux de gauche et écologistes  | Olivier Stirn Brice Lalonde  | 3 494   | 3,00   |
|                            | Réussir l'Europe Divers droite, dissidents du Union pour la démocratie française                                                          | Francine Gomez               | 1 634   | 1,40   |
|                            | Au nom des travailleurs Lutte ouvrière | Arlette Laguiller            | 1 540   | 1,32   |
|                            | Union des travailleurs indépendants pour la liberté d'entreprendre (UTILE) Divers droite                                                  | Gérard Nicoud                | 960     | 0,82   |
|                            | Pour un parti des travailleurs - Liste ouvrière et paysanne d'unité Parti communiste internationaliste                                    | Marc Gauquelin               | 750     | 0,64   |
|                            | Différents, de gauche, en France, en Europe - La troisième liste de gauche Parti socialiste unifié et Communistes démocrates et unitaires | Henri Fiszbin Serge Depaquit | 680     | 0,58   |
|                            | Initiative 84 Divers droite | Gérard Touati                | 541     | 0,46   |
|                            | Pour les États-Unis d'Europe Union des fédéralistes européens                                                                             | Henri Cartan                 | 293     | 0,25   |
|                            | Parti ouvrier européen | Jacques Cheminade            | 2       | 0,00   |
|                            | |                              |         |        |
| Inscrits                   | Inscrits | Inscrits                     | 221 713 | 100,00 |
| Abstentions                | Abstentions | Abstentions                  | 102 385 | 46,18  |
| Votants                    | Votants | Votants                      | 119 328 | 53,82  |
| Blancs ou nuls             | Blancs ou nuls | Blancs ou nuls               | 2 918   | 1,32   |
| Exprimés                   | Exprimés | Exprimés                     | 116 410 | 52,50  |
| Source : Le Monde - Savoie | |                              |         |        |

### Élections législatives
| 2024 | 2024 | 2024 | 2024 | 2024 | 2024 | 2024 | 2024 | 2024 |                                                    | Marina Ferrari                                     |                                                    | Vincent Rolland                                    |                                                    | Émilie Bonnivard                                   |                                                    | Jean-François Coulomme                             |                                                    |                                                    |                                                    |                                                    |                                                    |                                                    |                                                    |                                                    |                                                    |                                                    |
| 2022 | 2022 | 2022 | 2022 | 2022 | 2022 | 2022 | 2022 | 2022 |                                                    | Marina Ferrari                                     |                                                    | Vincent Rolland                                    |                                                    | Émilie Bonnivard                                   |                                                    | Jean-François Coulomme                             |                                                    |                                                    |                                                    |                                                    |                                                    |                                                    |                                                    |                                                    |                                                    |                                                    |
| 2017 | 2017 | 2017 | 2017 | 2017 | 2017 | 2017 | 2017 | 2017 |                                                    | Typhanie Degois                                    |                                                    | Vincent Rolland                                    |                                                    | Émilie Bonnivard                                   |                                                    | Patrick Mignola                                    |                                                    |                                                    |                                                    |                                                    |                                                    |                                                    |                                                    |                                                    |                                                    |                                                    |
| 2012 | 2012 | 2012 | 2012 | 2012 | 2012 | 2012 | 2012 | 2012 |                                                    | Dominique Dord                                     |                                                    | Hervé Gaymard                                      |                                                    | Béatrice Santais                                   |                                                    | Bernadette Laclais                                 |                                                    |                                                    |                                                    |                                                    |                                                    |                                                    |                                                    |                                                    |                                                    |                                                    |
| 2007 | 2007 | 2007 | 2007 | 2007 | 2007 | 2007 | 2007 | 2007 |                                                    | Dominique Dord                                     |                                                    | Hervé Gaymard                                      |                                                    | Michel Bouvard                                     |                                                    |                                                    |                                                    |                                                    |                                                    |                                                    |                                                    |                                                    |                                                    |                                                    |                                                    |                                                    |
| 2002 | 2002 | 2002 | 2002 | 2002 | 2002 | 2002 | 2002 | 2002 |                                                    | Dominique Dord                                     |                                                    | Hervé Gaymard (1)                                  |                                                    | Michel Bouvard                                     |                                                    |                                                    |                                                    |                                                    |                                                    |                                                    |                                                    |                                                    |                                                    |                                                    |                                                    |                                                    |
| 1997 | 1997 | 1997 | 1997 | 1997 | 1997 | 1997 | 1997 | 1997 |                                                    | Dominique Dord                                     |                                                    | Hervé Gaymard                                      |                                                    | Michel Bouvard                                     |                                                    |                                                    |                                                    |                                                    |                                                    |                                                    |                                                    |                                                    |                                                    |                                                    |                                                    |                                                    |
| 1993 | 1993 | 1993 | 1993 | 1993 | 1993 | 1993 | 1993 | 1993 |                                                    | Gratien Ferrari                                    |                                                    | Michel Barnier (2)                                 |                                                    | Michel Bouvard                                     |                                                    |                                                    |                                                    |                                                    |                                                    |                                                    |                                                    |                                                    |                                                    |                                                    |                                                    |                                                    |
| 1988 | 1988 | 1988 | 1988 | 1988 | 1988 | 1988 | 1988 | 1988 |                                                    | Louis Besson (3)                                   |                                                    | Michel Barnier                                     |                                                    | Roger Rinchet                                      |                                                    |                                                    |                                                    |                                                    |                                                    |                                                    |                                                    |                                                    |                                                    |                                                    |                                                    |                                                    |
| 1986 | 1986 | 1986 | 1986 | 1986 | 1986 | 1986 | 1986 | 1986 | Scrutin proportionnel plurinominal par département | Scrutin proportionnel plurinominal par département | Scrutin proportionnel plurinominal par département | Scrutin proportionnel plurinominal par département | Scrutin proportionnel plurinominal par département | Scrutin proportionnel plurinominal par département | Scrutin proportionnel plurinominal par département | Scrutin proportionnel plurinominal par département | Scrutin proportionnel plurinominal par département | Scrutin proportionnel plurinominal par département | Scrutin proportionnel plurinominal par département | Scrutin proportionnel plurinominal par département | Scrutin proportionnel plurinominal par département | Scrutin proportionnel plurinominal par département | Scrutin proportionnel plurinominal par département | Scrutin proportionnel plurinominal par département | Scrutin proportionnel plurinominal par département | Scrutin proportionnel plurinominal par département |
| 1981 | 1981 | 1981 | 1981 | 1981 | 1981 | 1981 | 1981 | 1981 |                                                    | Louis Besson                                       |                                                    | Michel Barnier                                     |                                                    | Jean-Pierre Cot (4)                                |                                                    |                                                    |                                                    |                                                    |                                                    |                                                    |                                                    |                                                    |                                                    |                                                    |                                                    |                                                    |
| 1978 | 1978 | 1978 | 1978 | 1978 | 1978 | 1978 | 1978 | 1978 |                                                    | Louis Besson                                       |                                                    | Michel Barnier                                     |                                                    | Jean-Pierre Cot                                    |                                                    |                                                    |                                                    |                                                    |                                                    |                                                    |                                                    |                                                    |                                                    |                                                    |                                                    |                                                    |
| 1973 | 1973 | 1973 | 1973 | 1973 | 1973 | 1973 | 1973 | 1973 |                                                    | Louis Besson                                       |                                                    | Joseph Fontanet (5)                                |                                                    | Jean-Pierre Cot                                    |                                                    |                                                    |                                                    |                                                    |                                                    |                                                    |                                                    |                                                    |                                                    |                                                    |                                                    |                                                    |
| 1968 | 1968 | 1968 | 1968 | 1968 | 1968 | 1968 | 1968 | 1968 |                                                    | Jean Delachenal                                    |                                                    | Joseph Fontanet (6)                                |                                                    | Pierre Dumas (7)                                   |                                                    |                                                    |                                                    |                                                    |                                                    |                                                    |                                                    |                                                    |                                                    |                                                    |                                                    |                                                    |
| 1967 | 1967 | 1967 | 1967 | 1967 | 1967 | 1967 | 1967 | 1967 |                                                    | Jean Delachenal                                    |                                                    | Joseph Fontanet                                    |                                                    | Pierre Dumas (8)                                   |                                                    |                                                    |                                                    |                                                    |                                                    |                                                    |                                                    |                                                    |                                                    |                                                    |                                                    |                                                    |
| 1962 | 1962 | 1962 | 1962 | 1962 | 1962 | 1962 | 1962 | 1962 |                                                    | Jean Delachenal                                    |                                                    | Joseph Fontanet                                    |                                                    | Pierre Dumas (9)                                   |                                                    |                                                    |                                                    |                                                    |                                                    |                                                    |                                                    |                                                    |                                                    |                                                    |                                                    |                                                    |
| 1958 | 1958 | 1958 | 1958 | 1958 | 1958 | 1958 | 1958 | 1958 |                                                    | Jean Delachenal                                    |                                                    | Joseph Fontanet (10)                               |                                                    | Pierre Dumas (11)                                  |                                                    |                                                    |                                                    |                                                    |                                                    |                                                    |                                                    |                                                    |                                                    |                                                    |                                                    |                                                    |

Remarques
(1) Remplacé par Vincent Rolland à partir du 19 juillet 2002 à la suite de son nomination comme ministre de l'Agriculture, de l'Alimentation, de la Pêche et des Affaires rurales du gouvernement Raffarin.

(2) Nommé ministre de l'Environnement du gouvernement Balladur, il est remplacé par son suppléant Hervé Gaymard à partir du 2 mai 1993. Ce dernier démissionne un mois plus tard et retrouve son fauteuil de député à l'issue d'une élection législative partielle. Devenu ministre à son tour, Auguste Picollet lui succède du 17 août 1995 au 21 avril 1997.

(3) À la suite de son entrée au gouvernement Rocard II, en tant que ministre délégué chargé du Logement, son suppléant Jean-Paul Calloud le remplace à partir du 30 avril 1989.

(4) Nommé ministre délégué chargé de la Coopération et du Développement du gouvernement Mauroy I le 22 mai 1981, Jean-Pierre Cot est remplacé par son suppléant Paul Perrier le 25 juillet de la même année.

(5) Réélu et confirmé dans ses fonctions de ministre, Joseph Fontanet est remplacé par Georges Peizerat à partir du 7 mai 1973. Non reconduit dans ses fonctions ministérielles à la suite de l'élection de Valéry Giscard d'Estaing à la présidence de la République, Joseph Fontanet est battu par le socialiste Maurice Blanc à l'issue d'une élection législative partielle organisée les 29 septembre et 6 octobre 1974.

(6) Nommé ministre du Travail du gouvernement Chaban-Delmas, il est remplacé par son suppléant Georges Peizerat	à partir du 23 juillet 1969.

(7) Nommé secrétaire d'État aux Affaires sociales du gouvernement Couve de Murville, il est remplacé par son suppléant Léopold Durbet à partir du 13 août 1968. À la suite de la démission de ce dernier et d'une élection législative partielle, Pierre Dumas retrouve son siège en octobre 1969.

(8) Confirmé dans ses fonctions de secrétaire d'État au Tourisme au sein du gouvernement Pompidou IV, il est remplacé par son suppléant Florimond Girard du 8 mai 1967 au 30 mai 1968.

(9) Nommé secrétaire d’État aux Travaux publics dans le premier gouvernement Pompidou puis secrétaire d'État chargé des Relations avec le Parlement dans le gouvernement Pompidou II , son suppléant Florimond Girard le remplace à partir du 7 janvier 1963.

(10) Nommé secrétaire d'État à l'Industrie et au Commerce du gouvernement Debré, il est remplacé par son suppléant Léon Delemontex à partir du 9 février 1959.

(11) Le siège de Pierre Dumas est vacant du 15 mai au 6 décembre 1962 à la suite de la nomination de ce dernier comme secrétaire d’État.

### Élections régionales
- Élections régionales de 2015 :

| Liste       | Liste | Tête de liste           | Premier tour | Premier tour | Second tour | Second tour | Sièges (11) | Sièges (11) |
| Liste       | Liste | Tête de liste           | Voix         | %            | Voix        | %           | #           | %           |
| ----------- | --- | ----------------------- | ------------ | ------------ | ----------- | ----------- | ----------- | ----------- |
|             | Les Républicains - UDI - MoDem - PCD - CPNT Wauquiez 2015, un nouveau souffle pour notre région - Le grand rassemblement de la droite et du centre | Patrick Mignola         | 42 148       | 29,62        | 64 540      | 38,75       | 6           | 54,55       |
|             | Front national Liste Front national présentée par Marine Le Pen                                                                                    | Jean-Marie Garcin       | 39 380       | 27,67        | 42 639      | 25,60       | 2           | 18,18       |
|             | Parti socialiste - PRG - UDE - GÉ - Cap21 - MDP Nous, c’est la région                                                                              | Thierry Repentin        | 32 986       | 23,18        | 59 377      | 35,65       | 3           | 27,27       |
|             | Europe Écologie Les Verts - PG - E! - ND - NGS Le rassemblement citoyen, écologique et solidaire                                                   | Alexandra Cusey         | 10 921       | 7,67         | 59 377      | 35,65       | 3           | 27,27       |
|             | Parti communiste français - R&S - MRC L'Humain d'abord, avec la gauche républicaine et sociale                                                     | Antoine Fatiga          | 6 962        | 4,89         | 59 377      | 35,65       | 3           | 27,27       |
|             | Debout la France Debout la France avec Nicolas Dupont-Aignan                                                                                       | Vincent Thomazo         | 4 792        | 3,37         |             |             |             |             |
|             | Nous Citoyens - PLD - PFE 100 % Citoyen | Camille Simon-Chautemps | 2 155        | 1,51         |             |             |             |             |
|             | Lutte ouvrière Faire entendre le camp des travailleurs                                                                                             | Catherine Brun          | 1 596        | 1,12         |             |             |             |             |
|             | Union populaire républicaine L'UPR, avec François Asselineau, le parti qui monte malgré le silence des médias                                      | Adrien Riondet          | 1 364        | 0,96         |             |             |             |             |
|             | |                         |              |              |             |             |             |             |
| Inscrits    | Inscrits | Inscrits                | 304 772      | 100,00       | 304 776     | 100,00      |             |             |
| Abstentions | Abstentions | Abstentions             | 157 355      | 51,63        | 131 896     | 43,28       |             |             |
| Votants     | Votants | Votants                 | 147 417      | 48,37        | 172 880     | 56,72       |             |             |
| Blancs      | Blancs | Blancs                  | 3 349        | 2,27         | 3 525       | 2,04        |             |             |
| Nuls        | Nuls | Nuls                    | 1 764        | 1,20         | 2 806       | 1,62        |             |             |
| Exprimés    | Exprimés | Exprimés                | 142 304      | 96,53        | 166 549     | 96,34       |             |             |

- Élections régionales de 2010 :

| Liste          | Liste | Tête de liste      | Premier tour | Premier tour | Second tour | Second tour | Sièges (11) | Sièges (11) |
| Liste          | Liste | Tête de liste      | Voix         | %            | Voix        | %           | #           | %           |
| -------------- | --- | ------------------ | ------------ | ------------ | ----------- | ----------- | ----------- | ----------- |
|                | Majorité présidentielle (UMP - NC - PR - LGM - LP - PCD - CPNT - MPF) Aujourd'hui et demain, ensemble pour Rhône-Alpes      | Christian Rochette | 32 978       | 26,84        | 48 635      | 34,71       | 3           | 27,27       |
|                | Parti socialiste - Parti radical de gauche - Mouvement républicain et citoyen Une région d'avance - Le choix de Rhône-Alpes | Bernadette Laclais | 31 112       | 25,33        | 71 713      | 51,18       | 7           | 63,64       |
|                | Les Verts - Régions et peuples solidaires Europe Écologie Rhône-Alpes - Autrement et maintenant                             | Yves Paccalet      | 23 467       | 19,10        | 71 713      | 51,18       | 7           | 63,64       |
|                | Front de gauche (Alternatifs - PCOF - DVG) Ensemble, pour des régions à gauche, solidaires, écologistes et citoyennes       | Antoine Fatiga     | 8 083        | 6,58         | 71 713      | 51,18       | 7           | 63,64       |
|                | Front national Front national pour Rhône-Alpes et nos provinces françaises !                                                | Jacques Vassieux   | 15 639       | 12,73        | 19 782      | 14,12       | 1           | 9,09        |
|                | Mouvement démocrate - Génération écologie Rhône-Alpes démocrate                                                             | Marina Ferrari     | 4 723        | 3,84         |             |             |             |             |
|                | Nouveau Parti anticapitaliste Anticapitalistes en Rhône-Alpes, liste soutenue par Olivier Besancenot                        | Myriam Combet      | 3 304        | 2,69         |             |             |             |             |
|                | Divers (Opération Spartacus) Liste Spartacus                                                                                | Pierre Pividal     | 1 980        | 1,61         |             |             |             |             |
|                | Lutte ouvrière Liste Lutte ouvrière soutenue par Arlette Laguiller                                                          | Élisabeth Thomas   | 1 560        | 1,27         |             |             |             |             |
|                | |                    |              |              |             |             |             |             |
| Inscrits       | Inscrits | Inscrits           | 292 063      | 100,00       | 292 054     | 100,00      |             |             |
| Abstentions    | Abstentions | Abstentions        | 164 881      | 56,45        | 147 027     | 50,34       |             |             |
| Votants        | Votants | Votants            | 127 182      | 43,55        | 145 027     | 49,66       |             |             |
| Blancs et nuls | Blancs et nuls | Blancs et nuls     | 4 336        | 3,41         | 4 897       | 3,38        |             |             |
| Exprimés       | Exprimés | Exprimés           | 122 846      | 96,59        | 140 130     | 96,62       |             |             |

- Conseillers régionaux élus
  - Union de la gauche (7) :
Bernadette Laclais[N 41] (PS) - Yves Paccalet (EÉ) - Noëlle Aznar-Molliex (PS) - Edouard Simonian (PS) - Catherine Herbertz (EÉ) - Antoine Fatiga (DVG) - Alexandra Cusey (EÉ)
  - Majorité présidentielle (3) :
Christian Rochette (UMP) - Sylvie Cochet (UMP) - Xavier Dullin (UMP)
  - Front national (1) :
Jacques Vassieux[N 42]

- Élections régionales de 2004 :

| Liste          | Liste | Tête de liste             | Premier tour | Premier tour | Second tour | Second tour | Sièges (10) | Sièges (10) |
| Liste          | Liste | Tête de liste             | Voix         | %            | Voix        | %           | #           | %           |
| -------------- | --- | ------------------------- | ------------ | ------------ | ----------- | ----------- | ----------- | ----------- |
|                | Union pour un mouvement populaire - Union pour la démocratie française Unis pour faire gagner la région             | Hervé Gaymard             | 54 554       | 35,43        | 69 633      | 41,54       | 3           | 30,00       |
|                | Parti socialiste - Parti communiste français - Parti radical de gauche Rhône-Alpes pour tous, avec la Gauche        | Bernadette Laclais        | 46 523       | 30,22        | 75 428      | 44,99       | 6           | 60,00       |
|                | Les Verts Les Verts, écologie et solidarités maintenant                                                             | Benoît Leclair            | 16 411       | 10,66        | 75 428      | 44,99       | 6           | 60,00       |
|                | Front national Front national pour Rhône-Alpes, liste présentée par Jean-Marie Le Pen                               | Jacques Vassieux          | 25 144       | 16,33        | 22 584      | 13,47       | 1           | 10,00       |
|                | Ligue communiste révolutionnaire - Lutte ouvrière Liste LCR-LO soutenue par Olivier Besancenot et Arlette Laguiller | Pascal Subtil             | 6 571        | 4,27         |             |             |             |             |
|                | Divers gauche Rhône-Alpes au cœur                                                                                   | Luc Mantello              | 2 551        | 1,66         |             |             |             |             |
|                | Mouvement national républicain La vraie droite en Rhône-Alpes, liste conduite par Norbert Chetail                   | Marie-France Lathuillière | 2 212        | 1,44         |             |             |             |             |
|                | |                           |              |              |             |             |             |             |
| Inscrits       | Inscrits | Inscrits                  | 269 328      | 100,00       | 269 278     | 100,00      |             |             |
| Abstentions    | Abstentions | Abstentions               | 108 224      | 40,18        | 95 807      | 35,58       |             |             |
| Votants        | Votants | Votants                   | 161 104      | 59,82        | 173 471     | 64,42       |             |             |
| Blancs ou nuls | Blancs ou nuls | Blancs ou nuls            | 7 138        | 2,65         | 5 826       | 2,16        |             |             |
| Exprimés       | Exprimés | Exprimés                  | 153 966      | 57,17        | 167 645     | 62,26       |             |             |

- Conseillers régionaux élus
  - Union de la gauche (6) :
Bernadette Laclais (PS) - Benoît Leclair (LV) - Jeanine Gippa (PS) - André Vairetto[N 43] (PS) - Myriam Combet (PCF) - Édouard Simonian (DVG)
  - Union pour un mouvement populaire - Union pour la démocratie française (3) :
Hervé Gaymard[N 44] (UMP) - Bernadette Chambre (UDF) - Xavier Dullin (UMP)
  - Front national (1) : 
Jacques Vassieux

- Élections régionales de 1998 :

| Liste    | Liste                                        | Tête de liste     | Voix    | %      | Sièges (11) | Sièges (11) |
| Liste    | Liste                                        | Tête de liste     | Voix    | %      | #           | %           |
| -------- | -------------------------------------------- | ----------------- | ------- | ------ | ----------- | ----------- |
|          | Gauche plurielle (Les Verts - PS - PCF)      | Nicole Guilhaudin | 44 195  | 34,23  | 5           | 45,45       |
|          | Rassemblement pour la République - UDF - MPF | Léone Retord      | 43 378  | 33,60  | 4           | 36,36       |
|          | Front national                               | Georges Ract      | 20 320  | 15,74  | 2           | 18,18       |
|          | Génération écologie                          | Jacques Lesbaches | 5 739   | 4,44   |             |             |
|          | Ligue savoisienne                            | Joël Ducros       | 5 708   | 4,42   |             |             |
|          | Lutte ouvrière                               | Jean Ratte        | 5 132   | 3,97   |             |             |
|          | Extrême droite                               | Maurice Martinet  | 4 646   | 3,60   |             |             |
|          |                                              |                   |         |        |             |             |
| Inscrits | Inscrits                                     | Inscrits          | 252 854 | 100,00 |             |             |
| Votants  | Votants                                      | Votants           | 134 689 | 53,27  |             |             |
| Exprimés | Exprimés                                     | Exprimés          | 129 118 | 51,06  |             |             |

- Conseillers régionaux élus
  - Gauche plurielle (5) :
Nicole Guilhaudin (Les Verts) - Bernadette Laclais (PS) - Roger Gandet (PCF) - André Vairetto (PS) - Bernard Veuillet (DVG)
  - Rassemblement pour la République - Union pour la démocratie française - Mouvement pour la France (4) :
Léone Retord (RPR) - Xavier Dullin (UDF) - Christian Rochette (RPR) - Jacques Jond (UDF)
  - Front national (2) : 
Georges Ract - Nicole Mina

### Élections cantonales et départementales
|                                      |       |       |      |                             |
| Président du conseil départemental   |       |       |      |                             |
| Hervé Gaymard (LR)                   |       |       |      |                             |
| Parti                                | Sigle | Sigle | Élus | Groupes                     |
| Majorité (28 sièges)                 |       |       |      |                             |
| Divers droite                        |       | DVD   | 16   | La Savoie nous unit         |
| Les Républicains                     |       | LR    | 8    | La Savoie nous unit         |
| Divers centre                        |       | DVC   | 2    | La Savoie nous unit         |
| Mouvement démocrate                  |       | MoDem | 1    | La Savoie nous unit         |
| Union des démocrates et indépendants |       | UDI   | 1    | La Savoie nous unit         |
| Opposition (10 sièges)               |       |       |      |                             |
| Parti socialiste                     |       | PS    | 7    | Savoie en commun            |
| Divers gauche                        |       | DVG   | 1    | Savoie en commun            |
| Divers gauche                        |       | DVG   | 1    | La Savoie avec et pour vous |
| Agir                                 |       | Agir  | 1    | La Savoie avec et pour vous |

### Élections municipales
| Commune                 | Parti (2020) | Parti (2014) | Parti (2008)                                | Parti (2001)                                | Parti (1995)                                | Parti (1989)                                | Parti (1983)                                | Parti (1977)                                |
| ----------------------- | ------------ | ------------ | ------------------------------------------- | ------------------------------------------- | ------------------------------------------- | ------------------------------------------- | ------------------------------------------- | ------------------------------------------- |
| Aix-les-Bains           | LR           | UMP          | UMP                                         | DL                                          | RPR                                         | UDF                                         | RPR                                         | RPR                                         |
| Albertville             | DVD          | UMP          | PS                                          | RPR                                         | RPR                                         | RPR                                         | RPR                                         | RPR                                         |
| Bourg-Saint-Maurice     | DVG          | DVD          | DVG                                         | DVD                                         | DVD                                         | SE                                          | SE                                          | SE                                          |
| Le Bourget-du-Lac       | DVG          | DVD          | PS                                          | DVD                                         | RPR                                         | SE                                          | SE                                          | SE                                          |
| Challes-les-Eaux        | DVD          | UMP          | UMP                                         | RPR                                         | RPR                                         | RPR                                         | RPR                                         | RPR                                         |
| Chambéry                | PS           | UMP          | PS                                          | PS                                          | PS                                          | PS                                          | RPR                                         | PS                                          |
| Cognin                  | PS           | PS           | PS                                          | PS                                          | DVG                                         | DVG                                         | DVG                                         | DVG                                         |
| Entrelacs               | SE           | SE           | Commune nouvelle depuis le 1er janvier 2016 | Commune nouvelle depuis le 1er janvier 2016 | Commune nouvelle depuis le 1er janvier 2016 | Commune nouvelle depuis le 1er janvier 2016 | Commune nouvelle depuis le 1er janvier 2016 | Commune nouvelle depuis le 1er janvier 2016 |
| La Motte-Servolex       | LR           | UMP          | UMP                                         | Les Verts                                   | UDF                                         | UDF                                         | UDF                                         | CDS                                         |
| La Ravoire              | DVD          | MoDem        | MoDem                                       | DL                                          | UDF                                         | UDF                                         | UDF                                         | CDS                                         |
| Saint-Alban-Leysse      | DVD          | DVG          | DVG                                         | DVD                                         | DVD                                         | n.c.                                        | n.c.                                        | n.c.                                        |
| Saint-Jean-de-Maurienne | SE-DVG       | UDI          | UMP                                         | PS                                          | PS                                          | PS                                          | PS                                          | PS                                          |
| Ugine                   | DVD          | DVD          | DVD                                         | DVD                                         | DVD                                         | PCF                                         | PS                                          | PS                                          |

### Référendums
Référendum sur le traité établissant une constitution pour l'Europe
29 mai 2005
| NON 95 412 (51,37 %) |  |  | OUI 90 331 (48,63 %) |
| ▲                    |  |  |                      |

Référendum sur le quinquennat présidentiel
24 septembre 2000
| OUI 41 691 (74,47 %) |  |  | NON 14 294 (25,53 %) |
| ▲                    |  |  |                      |

Référendum sur le traité de Maastricht
20 septembre 1992
| OUI 85 503 (54,32 %) |  |  | NON 71 910 (45,68 %) |
| ▲                    |  |  |                      |

Référendum sur la réforme du Sénat et la régionalisation
27 avril 1969
| NON (54,70 %) |  |  | OUI (45,30 %) |
| ▲             |  |  |               |

Référendum sur l'autodétermination en Algérie
8 janvier 1961
| OUI 80 374 (78,56 %) |  |  | NON 21 936 (21,44 %) |
| ▲                    |  |  |                      |

Référendum sur la constitution de la Ve République
28 septembre 1958
| OUI 95 570 (79,60 %) |  |  | NON 24 491 (20,40 %) |
| ▲                    |  |  |                      |